# Desafío 2022: The Box 2
Desafío 2022: The Box 2 es la decimoctava temporada del reality show colombiano Desafío, producido y transmitido por Caracol Televisión.
En esta ocasión, nuevamente se cuenta con Andrea Serna como presentadora principal, quien llega a su tercera participación como conductora del programa. Además, por primera vez, la abogada y exreina de belleza Gabriela Tafur es la encargada de desempeñar el rol de anfitriona especial.
Del mismo modo que en la edición anterior, un hombre y una mujer se alzarán con la victoria, y los premios a otorgar corresponderán a una suma de 1 400 000 000 COP.

## Producción
La noticia sobre la realización del programa salió oficialmente a la luz durante la emisión del último episodio del Desafío 2021, cuando se confirmó que, una vez finalizado el capítulo, se abrirían las inscripciones para la siguiente temporada, que seguiría manteniendo el mismo formato y el título de "The Box 2". De esta manera, se pensó que el reality emitiría dos ediciones durante 2021; sin embargo, el Canal Caracol formuló los comunicados pertinentes en diciembre del mismo año e informó acerca de las novedades que traería la competencia para la próxima entrega.
La presentadora Daniella Álvarez, que había ejercido el papel de anfitriona especial durante las últimas dos temporadas del concurso (2019 y 2021), tomó la decisión de ausentarse parcialmente mientras lleva a cabo su tratamiento de recuperación, así que su lugar fue designado para ser ocupado por la abogada y modelo Gabriela Tafur.
Desafío: The Box 2 se estrenó el 8 de marzo de 2022, luego de terminar las transmisiones de la octava temporada del talent show Yo me llamo.

## Formato

Colombia, país donde se lleva a cabo el reality.

Luego del éxito que supuso la versión del año 2021, el equipo de producción volvió a utilizar la ciudadela construida en medio de los ecosistemas selváticos de Tobia, Cundinamarca, como epicentro para la grabación del formato, realizando ajustes en algunos espacios. Uno de estos cambios consistió en la adecuación de un lugar especial para que los participantes, en compañía de la anfitriona, puedan disfrutar de los beneficios y recompensas obtenidos al ganar el Desafío de Sentencia, Premio y Castigo. Nuevamente, dicha ciudadela cuenta con todos los protocolos de bioseguridad para mantener sanas a todas las personas involucradas en el desarrollo del programa, tomando en consideración las implicaciones que conlleva el hecho de grabar en una pandemia.
La competencia reunió a 44 participantes de distintas zonas del país, los cuales fueron divididos de acuerdo a su región de procedencia, conformando los equipos de Amazónicos, Antioqueños, Boyacenses, Cachacos, Cafeteros, Costeños, Llaneros, Pastusos, Santandereanos, Tolima Grande y Vallecaucanos. Durante el primer día, fueron eliminados 8 de ellos, para dar paso a la formación de tres nuevos grupos: Alpha, Beta y Gamma; cada uno integrado, en un principio, por 6 hombres y 6 mujeres. Sin embargo, el número de desafiantes dentro de los equipos fue reducido a sólo 8, así que los eliminados por decisión de los capitanes tuvieron que enfrentar una prueba individual que terminó por definir a los concursantes que harían parte del resurgido equipo Omega.
Por segunda vez consecutiva, los participantes no lucharán por ganar el mejor territorio, ya que todos llegarán a pequeñas Playas Altas, espacios con múltiples beneficios como camas, piscinas, un mercado completo en alimentos, servicios públicos, entre otros; todo esto para tener una placentera estadía. No obstante, cada vez que pierdan una competencia, tendrán que despedirse de algunos o todos los benefícios, alimentos y comodidades hasta convertirlas, poco a poco, en pequeñas Playas Bajas. Las competencias son distribuidas en 5 boxes, identificados por colores: amarillo (para las pruebas terrestres), azul (para las acuáticas), rojo (para las de contacto), arcoíris (para las aéreas) y negro (para los Desafíos a Muerte, donde los sentenciados a lo largo de la semana miden sus capacidades con el propósito de no salir del reality).

## Participantes
| Etapa 5 | Etapa 5      | Etapa 5      | Etapa 5      | Etapa 5                                       | Etapa 5                                                      | Etapa 5 | Etapa 5                                                                                     | Etapa 5 | Etapa 5                |
| Puesto  | Participante | Participante | Participante | Participante                                  | Participante                                                 | Edad    | Resultado                                                                                   | Sent.   | Estadía (en capítulos) |
| ------- | ------------ | ------------ | ------------ | --------------------------------------------- | ------------------------------------------------------------ | ------- | ------------------------------------------------------------------------------------------- | ------- | ---------------------- |
| 1       |              |              |              |                                               | Andrea Olaya "Valkyria" Lucha olímpica.                      | 27      | Ganadores del Desafío 2022.                                                                 | 1       | Capítulo 86            |
| 1       |              |              |              |                                               | Camilo Tarifa "Ceta" Deportes autóctonos.                    | 25      | Ganadores del Desafío 2022.                                                                 | 1       | Capítulo 86            |
| 2       |              |              |              |                                               | Alexandra Rodríguez "Alexa" Crossfit.                        | 27      | Finalistas del Desafío 2022.                                                                | 4       | Capítulo 86            |
| 2       |              |              |              |                                               | Juan Pablo Casallas Crossfit.                                | 26      | Finalistas del Desafío 2022.                                                                | 5       | Capítulo 86            |
| 5/6     |              |              |              |                                               | Samir Reveiz Artes marciales mixtas.                         | 24      | Semifinalistas Eliminados En prueba de agilidad, destreza, fuerza, precisión y resistencia. | 1       | Capítulo 85            |
| 5/6     |              |              |              |                                               | Neider Criollo Modelo fitness.                               | 23      | Semifinalistas Eliminados En prueba de agilidad, destreza, fuerza, precisión y resistencia. | 1       | Capítulo 85            |
| 7/8     |              |              |              |                                               | Karol Andrea Yela Atletismo.                                 | 28      | Semifinalistas Eliminados En prueba de agilidad, destreza, fuerza, precisión y resistencia. | 3       | Capítulo 84            |
| 7/8     |              |              |              |                                               | Karina Rojas Baloncesto.                                     | 31      | Semifinalistas Eliminados En prueba de agilidad, destreza, fuerza, precisión y resistencia. | 1       | Capítulo 84            |
| Etapa 4 |              |              |              |                                               |                                                              |         |                                                                                             |         |                        |
| 9/10    |              |              |              |                                               | María Alejandra Sánchez "Maleja" Acrobacia aérea.            | 28      | 13.os Eliminados En prueba de destreza y precisión.                                         | 5       | Capítulo 83            |
| 9/10    |              |              |              |                                               | Andrés Alfonso Miranda "Tarzán" Baile deportivo.             | 25      | 13.os Eliminados En prueba de destreza y precisión.                                         | 4       | Capítulo 83            |
| 11/12   |              |              |              |                                               | Daniela Camargo "Dani" Entrenamiento funcional.              | 22      | 12.os Eliminados En prueba de destreza.                                                     | 3       | Capítulo 78            |
| 11/12   |              |              |              |                                               | Duván Yesid Niño Crossfit.                                   | 25      | 12.os Eliminados En prueba de destreza.                                                     | 5       | Capítulo 78            |
| 13/14   |              |              |              |                                               | Grecia Gutiérrez Crossfit.                                   | 33      | 11.os Eliminados En prueba de fuerza y precisión.                                           | 5       | Capítulo 73            |
| 13/14   |              |              |              |                                               | Moisés Sanmartín Rugby.                                      | 25      | 11.os Eliminados En prueba de fuerza y precisión.                                           | 1       | Capítulo 73            |
| 15      |              |              |              |                                               | Emily Múnera Crossfit.                                       | 21      | Retirada Abandona por lesión                                                                | 8       | Capítulo 71            |
| 16      |              |              |              |                                               | Carlos Mario Oquendo BMX.                                    | 34      | 10.mo Eliminado En prueba de destreza y precisión.                                          | 2       | Capítulo 68            |
| Etapa 3 |              |              |              |                                               |                                                              |         |                                                                                             |         |                        |
| 17      |              |              |              |                                               | Stephanie Villadiego Modelo fitness.                         | 28      | 9.na Eliminada En prueba de destreza y precisión.                                           | 1       | Capítulo 62            |
| 18      |              |              |              |                                               | Otoniel Tonguino Rugby.                                      | 24      | 8.vo Eliminado En prueba de destreza y fuerza.                                              | 3       | Capítulo 57            |
| 19      |              |              |              |                                               | Karla Rodríguez Acondicionamiento físico.                    | 25      | 7.ma Eliminada En prueba de agilidad, equilibrio y destreza.                                | 3       | Capítulo 52            |
| 20      |              |              |              |                                               | Humberto Plazas "Beto" Crossfit.                             | 32      | 6.to Eliminado En prueba de destreza y precisión.                                           | 3       | Capítulo 47            |
| 21      |              |              |              |                                               | Carmelina Durán "Lina" Fisicoculturismo.                     | 23      | Retirada Abandona por lesión                                                                | 1       | Capítulo 46            |
| 22      |              |              |              |                                               | Valeria Porto Entrenamiento funcional.                       | 19      | Retirada Abandona por lesión                                                                | 4       | Capítulo 38            |
| 23      |              |              |              |                                               | Andrés Ossa Villegas Modelo fitness.                         | 33      | Expulsado Por romper el reglamento del juego.                                               | 0       | Capítulo 32            |
| 24      |              |              |              |                                               | Jorge Luis Castillo Carballo Marcha atlética.                | 25      | 5.to Eliminado En prueba de fuerza y precisión.                                             | 4       | Capítulo 27            |
| Etapa 2 |              |              |              |                                               |                                                              |         |                                                                                             |         |                        |
| 25/26   |              |              |              |                                               | Valentina González Crossfit.                                 | 25      | 4.os Eliminados En prueba de agilidad, destreza y precisión.                                | 1       | Capítulo 21            |
| 25/26   |              |              |              |                                               | Luis Mosquera "El Leticiano" Fútbol.                         | 32      | 4.os Eliminados En prueba de agilidad, destreza y precisión.                                | 1       | Capítulo 21            |
| 27/28   |              |              |              |                                               | Anna De Villa Entrenamiento funcional.                       | 20      | 3.os Eliminados En prueba de fuerza y precisión.                                            | 1       | Capítulo 16            |
| 27/28   |              |              |              |                                               | Andrés Ramírez "Skirla" Policía.                             | 38      | 3.os Eliminados En prueba de fuerza y precisión.                                            | 2       | Capítulo 16            |
| 29/30   |              |              |              |                                               | Natalia Medina "Nati" Muay thai y Jiu-jitsu.                 | 27      | 2.os Eliminados En prueba de resistencia, fuerza y precisión.                               | 2       | Capítulo 11            |
| 29/30   |              |              |              |                                               | Brayan Huertas Calistenia.                                   | 28      | 2.os Eliminados En prueba de resistencia, fuerza y precisión.                               | 2       | Capítulo 11            |
| 31/32   |              |              |              |                                               | María Fernanda Tobitto Acondicionamiento físico.             | 27      | 1.os Eliminados En prueba de fuerza, agilidad y destreza.                                   | 1       | Capítulo 6             |
| 31/32   |              |              |              |                                               | Víctor Hugo Gaviria "Padre Torvic" Acondicionamiento físico. | 32      | 1.os Eliminados En prueba de fuerza, agilidad y destreza.                                   | 1       | Capítulo 6             |
| 33      |              |              |              |                                               | Lisseth Torres "Liz" Crossfit.                               | 30      | Retirada Abandona por lesión.                                                               | 0       | Capítulo 6             |
| Etapa 1 |              |              |              |                                               |                                                              |         |                                                                                             |         |                        |
| 34/36   |              |              |              |                                               | Diana Villamizar "Nana" Modelo fitness.                      | 26      | Eliminados En prueba de fuerza y resistencia.                                               | 0       | Capítulo 1             |
| 34/36   |              |              |              |                                               | Miguel Ángel Rodríguez "Miguelón" Squash.                    | 36      | Eliminados En prueba de fuerza y resistencia.                                               | 0       | Capítulo 1             |
| 34/36   |              |              |              |                                               | Fernando Illera Crossfit.                                    | 32      | Eliminados En prueba de fuerza y resistencia.                                               | 0       | Capítulo 1             |
| 37/44   |              |              |              |                                               | Xiomara Alfonso "Xiomy" Modelo fitness y exreina de belleza. | 28      | Eliminados Sin Cupo                                                                         | 0       | Capítulo 1             |
| 37/44   |              |              |              |                                               | Andrea Cardona Entrenamiento funcional.                      | 25      | Eliminados Sin Cupo                                                                         | 0       | Capítulo 1             |
| 37/44   |              |              |              | Dayana Bermúdez "Bermu" Entrenadora personal. |                                                              |         | Eliminados Sin Cupo                                                                         | 0       | Capítulo 1             |
| 37/44   |              |              |              |                                               | María Paula Cifuentes Crossfit.                              | 20      | Eliminados Sin Cupo                                                                         | 0       | Capítulo 1             |
| 37/44   |              |              |              |                                               | Carlos Andrés Merchán "Monkey" Jiu-jitsu.                    | 36      | Eliminados Sin Cupo                                                                         | 0       | Capítulo 1             |
| 37/44   |              |              |              |                                               | Julián Bastidas "Julki" Fisicoculturismo.                    | 37      | Eliminados Sin Cupo                                                                         | 0       | Capítulo 1             |
| 37/44   |              |              |              |                                               | Johan Sebastián Patiño Fitness.                              | 24      | Eliminados Sin Cupo                                                                         | 0       | Capítulo 1             |
| 37/44   |              |              |              |                                               | Sebastián Paredes Crossfit.                                  | 23      | Eliminados Sin Cupo                                                                         | 0       | Capítulo 1             |

Leyenda
| - Día 1 Participante del equipo Amazónicos. Participante del equipo Antioqueños. Participante del equipo Boyacenses. Participante del equipo Cachacos. Participante del equipo Cafeteros. Participante del equipo Costeños. Participante del equipo Llaneros. Participante del equipo Pastusos. Participante del equipo Santandereanos. Participante del equipo Tolima Grande. Participante del equipo Vallecaucanos. | - Día 2 hasta el día 22 Participante del equipo Alpha. Participante del equipo Beta. Participante del equipo Gamma. Participante del equipo Omega. | - Día 2 hasta el día 51 Participante del equipo Alpha. Participante del equipo Beta. Participante del equipo Gamma. | - Desde el día 51 Participante del equipo Alpha. Participante del equipo Beta. |

### Distribución de equipos
- Amazónicos: Provenientes de la Amazonía colombiana, es decir, de los departamentos de Amazonas, Putumayo, Caquetá, Guaviare, Vaupés y Guainía.
- Antioqueños: Provenientes del departamento de Antioquia.
- Boyacenses: Provenientes del departamento de Boyacá.
- Cachacos: Provenientes de la ciudad de Bogotá, capital de Colombia, y sus alrededores (zona cundinamarquesa).
- Cafeteros: Provenientes del eje cafetero colombiano, conformado por los departamentos de Caldas, Risaralda y Quindio.
- Costeños: Provenientes de la costa Caribe colombiana, compuesta por los departamentos de Córdoba, Sucre, Cesar, Atlántico, Bolívar, Magdalena, La Guajira y el Archipiélago de San Andrés, Providencia y Santa Catalina.
- Llaneros: Provenientes de los llanos orientales colombianos, de los departamentos de Meta, Casanare, Arauca y Vichada.
- Pastusos: Provenientes del departamento de Nariño.
- Santandereanos: Provenientes de la región de los Santanderes, integrada por los departamentos de Santander y Norte de Santander.
- Tolima Grande: Provenientes de la región comprendida por los departamentos de Tolima y Huila.
- Vallecaucanos: Provenientes del Valle del Cauca, Cauca y Chocó

| Etapa 1                          | Etapa 1                            | Etapa 1      |
| Equipos                          | Competidores                       | Competidores |
| -------------------------------- | ---------------------------------- | ------------ |
| Amazónicos                       |                                    |              |
| Emily Múnera                     | Luis Mosquera "El Leticiano"       |              |
| Xiomara Alfonso "Xiomy"          | Otoniel Tonguino                   |              |
| Antioqueños                      |                                    |              |
| Anna De Villa                    | Carlos Mario Oquendo               |              |
| Valentina González               | Andrés Ossa Villegas               |              |
| Boyacenses                       |                                    |              |
| María Fernanda Tobitto           | Carlos Andrés Merchán "Monkey"     |              |
| Daniela Camargo "Dani"           | Juan Pablo Casallas                |              |
| Cachacos                         |                                    |              |
| Karla Rodríguez                  | Brayan Huertas                     |              |
| María Alejandra Sánchez "Maleja" | Miguel Ángel Rodríguez "Miguelón"  |              |
| Cafeteros                        |                                    |              |
| Andrea Cardona                   | Neider Criollo                     |              |
| Dayana Bermúdez "Bermu"          | Andrés Ramírez "Skirla"            |              |
| Costeños                         |                                    |              |
| Valeria Porto                    | Samir Reveiz                       |              |
| Stephanie Villadiego             | Andrés Alfonso Miranda "Tarzán"    |              |
| Llaneros                         |                                    |              |
| María Paula Cifuentes            | Moisés Sanmartín                   |              |
| Karina Rojas                     | Camilo Tarifa "Ceta"               |              |
| Pastusos                         |                                    |              |
| Karol Andrea Yela                | Julián Bastidas "Julki"            |              |
| Lisseth Torres "Liz"             | Fernando Illera                    |              |
| Santandereanos                   |                                    |              |
| Grecia Gutiérrez                 | Duván Yesid Niño                   |              |
| Diana Villamizar "Nana"          | Johan Sebastián Patiño             |              |
| Tolima Grande                    |                                    |              |
| Carmelina Durán "Lina"           | Jorge Luis Castillo Carballo       |              |
| Andrea Olaya "Valkyria"          | Humberto Plazas "Beto"             |              |
| Vallecaucanos                    |                                    |              |
| Alexandra Rodríguez "Alexa"      | Víctor Hugo Gaviria "Padre Torvic" |              |
| Natalia Medina "Nati"            | Sebastián Paredes                  |              |
| Etapa 2                          |                                    |              |
| Equipos                          | Competidores                       | Competidores |
| Alpha                            |                                    |              |
| Andrés Alfonso Miranda "Tarzán"  | Andrea Olaya "Valkyria"            |              |
| Valeria Porto                    | Alexandra Rodríguez "Alexa"        |              |
| Grecia Gutiérrez                 | Humberto Plazas "Beto"             |              |
| Carlos Mario Oquendo             | Otoniel Tonguino                   |              |
| Beta                             |                                    |              |
| Camilo Tarifa "Ceta"             | Karina Rojas                       |              |
| Carmelina Durán "Lina"           | Daniela Camargo "Dani"             |              |
| Valentina González               | Moisés Sanmartín                   |              |
| Samir Reveiz                     | Jorge Luis Castillo Carballo       |              |
| Gamma                            |                                    |              |
| Luis Mosquera "El Leticiano"     | María Alejandra Sánchez "Maleja"   |              |
| Emily Múnera                     | María Fernanda Tobitto             |              |
| Karol Andrea Yela                | Brayan Huertas                     |              |
| Andrés Ramírez "Skirla"          | Duván Yesid Niño                   |              |
| Omega                            |                                    |              |
| Neider Criollo                   | Andrés Ossa Villegas               |              |
| Juan Pablo Casallas              | Víctor Hugo Gaviria "Padre Torvic" |              |
| Lisseth Torres "Liz"             | Anna De Villa                      |              |
| Natalia Medina "Nati"            | Karla Rodríguez                    |              |
| Stephanie Villadiego             |                                    |              |
| Etapa 3                          |                                    |              |
| Equipos                          | Competidores                       | Competidores |
| Alpha                            |                                    |              |
| Andrés Alfonso Miranda "Tarzán"  | Karina Rojas                       |              |
| Carlos Mario Oquendo             | Karol Andrea Yela                  |              |
| Humberto Plazas "Beto"           | Alexandra Rodríguez "Alexa"        |              |
| Otoniel Tonguino                 | Carmelina Durán "Lina"             |              |
| Karla Rodríguez                  |                                    |              |
| Beta                             |                                    |              |
| Camilo Tarifa "Ceta"             | Andrea Olaya "Valkyria"            |              |
| Moisés Sanmartín                 | Daniela Camargo "Dani"             |              |
| Andrés Ossa Villegas             | Karla Rodríguez                    |              |
| Samir Reveiz                     | Stephanie Villadiego               |              |
| Gamma                            |                                    |              |
| Duván Yesid Niño                 | María Alejandra Sánchez "Maleja"   |              |
| Neider Criollo                   | Emily Múnera                       |              |
| Juan Pablo Casallas              | Grecia Gutiérrez                   |              |
| Jorge Luis Castillo Carballo     | Valeria Porto                      |              |
| Emily Múnera                     |                                    |              |
| Etapa 4                          |                                    |              |
| Equipos                          | Competidores                       | Competidores |
| Alpha                            |                                    |              |
| Karina Rojas                     | Carlos Mario Oquendo               |              |
| Alexandra Rodríguez "Alexa"      | Andrés Alfonso Miranda "Tarzán"    |              |
| Daniela Camargo "Dani"           | Juan Pablo Casallas                |              |
| Emily Múnera                     | Duván Yesid Niño                   |              |
| Daniela Camargo "Dani"           |                                    |              |
| Beta                             |                                    |              |
| Andrea Olaya "Valkyria"          | Camilo Tarifa "Ceta"               |              |
| Maria Alejandra Sánchez "Maleja" | Moisés Sanmartín                   |              |
| Karol Andrea Yela                | Samir Reveiz                       |              |
| Grecia Gutiérrez                 | Neider Criollo                     |              |
| Etapa 5                          |                                    |              |
| Fusión                           |                                    |              |
| Camilo Tarifa "Ceta"             | Neider Criollo                     |              |
| Samir Reveiz                     | Alexandra Rodríguez "Alexa"        |              |
| Karina Rojas                     | Karol Andrea Yela                  |              |
| Juan Pablo Casallas              | Andrea Olaya "Valkyria"            |              |

Leyenda
     Participante que pasa a la siguiente etapa.
     Participante eliminado(a).
     Participante que abandona por lesión.
     Participante expulsado por romper las reglas de la competencia.
     Participante eliminado(a) pero es reingresado(a).
     Participante eliminado(a) en la semifinal.
     Participante finalista.
     Participante ganador.

## Resultados generales
|           |  |  |  |  |  |  |  |  |  |  |  |  | Valkyria     | Avanza     | Continúa    | Continúa    | Continúa    | Continúa    | Continúa    | Continúa  | Continúa    | Continúa    | Continúa    | Continúa    | Continúa    | Continúa    | Continúa    | Continúa    | Continúa    | Continúa    | Sentenciada | Gana       | Ganadores  |  |  |  |  |  |  |  |  |  |  |  |  |  |  |  |  |  |  |  |  |  |  |  |
|           |  |  |  |  |  |  |  |  |  |  |  |  | Ceta         | Avanza     | Continúa    | Continúa    | Continúa    | Continúa    | Continúa    | Continúa  | Continúa    | Continúa    | Continúa    | Continúa    | Continúa    | Continúa    | Continúa    | Continúa    | Sentenciado | Continúa    | Continúa    | Gana       | Ganadores  |  |  |  |  |  |  |  |  |  |  |  |  |  |  |  |  |  |  |  |  |  |  |  |
|           |  |  |  |  |  |  |  |  |  |  |  |  | Alexa        | Avanza     | Continúa    | Continúa    | Continúa    | Continúa    | Continúa    | Continúa  | Continúa    | Sentenciada | Sentenciada | Continúa    | Sentenciada | Continúa    | Continúa    | Sentenciada | Sentenciada | Continúa    | Continúa    | Gana       | Finalistas |  |  |  |  |  |  |  |  |  |  |  |  |  |  |  |  |  |  |  |  |  |  |  |
|           |  |  |  |  |  |  |  |  |  |  |  |  | Juan Pablo   | Avanza     | Sentenciado | Continúa    | Sentenciado | Continúa    | Sentenciado | Continúa  | Continúa    | Continúa    | Continúa    | Continúa    | Continúa    | Continúa    | Continúa    | Continúa    | Continúa    | Sentenciado | Sentenciado | Gana       | Finalistas |  |  |  |  |  |  |  |  |  |  |  |  |  |  |  |  |  |  |  |  |  |  |  |
|           |  |  |  |  |  |  |  |  |  |  |  |  | Samir        | Avanza     | Continúa    | Continúa    | Continúa    | Continúa    | Sentenciado | Continúa  | Continúa    | Continúa    | Continúa    | Continúa    | Continúa    | Continúa    | Continúa    | Continúa    | Continúa    | Continúa    | Continúa    | Eliminados |            |  |  |  |  |  |  |  |  |  |  |  |  |  |  |  |  |  |  |  |  |  |  |  |
|           |  |  |  |  |  |  |  |  |  |  |  |  | Criollo      | Avanza     | Continúa    | Continúa    | Continúa    | Continúa    | Continúa    | Continúa  | Continúa    | Continúa    | Continúa    | Continúa    | Continúa    | Sentenciado | Continúa    | Continúa    | Continúa    | Continúa    | Continúa    | Eliminados |            |  |  |  |  |  |  |  |  |  |  |  |  |  |  |  |  |  |  |  |  |  |  |  |
|           |  |  |  |  |  |  |  |  |  |  |  |  | Karol        | Avanza     | Sentenciada | Sentenciada | Continúa    | Continúa    | Continúa    | Continúa  | Continúa    | Continúa    | Continúa    | Continúa    | Sentenciada | Continúa    | Continúa    | Continúa    | Continúa    | Continúa    | Continúa    | Eliminados |            |  |  |  |  |  |  |  |  |  |  |  |  |  |  |  |  |  |  |  |  |  |  |  |
|           |  |  |  |  |  |  |  |  |  |  |  |  | Karina       | Avanza     | Continúa    | Continúa    | Continúa    | Continúa    | Continúa    | Continúa  | Continúa    | Continúa    | Continúa    | Continúa    | Continúa    | Continúa    | Continúa    | Continúa    | Continúa    | Sentenciada | Continúa    | Eliminados |            |  |  |  |  |  |  |  |  |  |  |  |  |  |  |  |  |  |  |  |  |  |  |  |
|           |  |  |  |  |  |  |  |  |  |  |  |  | Maleja       | Avanza     | Continúa    | Sentenciada | Continúa    | Continúa    | Continúa    | Salvada   | Sentenciada | Continúa    | Continúa    | Continúa    | Continúa    | Continúa    | Sentenciada | Continúa    | Continúa    | Continúa    | Eliminados  |            |            |  |  |  |  |  |  |  |  |  |  |  |  |  |  |  |  |  |  |  |  |  |  |  |
|           |  |  |  |  |  |  |  |  |  |  |  |  | Tarzán       | Avanza     | Continúa    | Continúa    | Continúa    | Continúa    | Continúa    | Continúa  | Continúa    | Continúa    | Continúa    | Sentenciado | Continúa    | Sentenciado | Continúa    | Sentenciado | Continúa    | Continúa    | Eliminados  |            |            |  |  |  |  |  |  |  |  |  |  |  |  |  |  |  |  |  |  |  |  |  |  |  |
|           |  |  |  |  |  |  |  |  |  |  |  |  | Dani         | Avanza     | Continúa    | Continúa    | Sentenciada | Continúa    | Continúa    | Continúa  | Continúa    | Continúa    | Continúa    | Continúa    | Continúa    | Continúa    | Continúa    | Eliminada   | Regresa     | Eliminados  |             |            |            |  |  |  |  |  |  |  |  |  |  |  |  |  |  |  |  |  |  |  |  |  |  |  |
|           |  |  |  |  |  |  |  |  |  |  |  |  | Duván        | Avanza     | Continúa    | Sentenciado | Continúa    | Sentenciado | Sentenciado | Continúa  | Continúa    | Continúa    | Continúa    | Continúa    | Continúa    | Sentenciado | Continúa    | Continúa    | Continúa    | Eliminados  |             |            |            |  |  |  |  |  |  |  |  |  |  |  |  |  |  |  |  |  |  |  |  |  |  |  |
|           |  |  |  |  |  |  |  |  |  |  |  |  | Grecia       | Avanza     | Continúa    | Continúa    | Continúa    | Sentenciada | Continúa    | Salvada   | Continúa    | Continúa    | Continúa    | Continúa    | Sentenciada | Continúa    | Sentenciada | Continúa    | Eliminados  |             |             |            |            |  |  |  |  |  |  |  |  |  |  |  |  |  |  |  |  |  |  |  |  |  |  |  |
|           |  |  |  |  |  |  |  |  |  |  |  |  | Moisés       | Avanza     | Continúa    | Continúa    | Continúa    | Continúa    | Continúa    | Continúa  | Continúa    | Continúa    | Continúa    | Continúa    | Continúa    | Continúa    | Continúa    | Continúa    | Eliminados  |             |             |            |            |  |  |  |  |  |  |  |  |  |  |  |  |  |  |  |  |  |  |  |  |  |  |  |
|           |  |  |  |  |  |  |  |  |  |  |  |  | Emily        | Avanza     | Sentenciada | Sentenciada | Sentenciada | Sentenciada | Continúa    | Salvada   | Eliminada   | Regr.       | Sent.       | Continúa    | Continúa    | Continúa    | Sentenciada | Continúa    | Retirada    |             |             |            |            |  |  |  |  |  |  |  |  |  |  |  |  |  |  |  |  |  |  |  |  |  |  |  |
|           |  |  |  |  |  |  |  |  |  |  |  |  | Okendo       | Avanza     | Continúa    | Continúa    | Continúa    | Continúa    | Continúa    | Continúa  | Continúa    | Continúa    | Continúa    | Sentenciado | Continúa    | Continúa    | Continúa    | Eliminado   |             |             |             |            |            |  |  |  |  |  |  |  |  |  |  |  |  |  |  |  |  |  |  |  |  |  |  |  |
|           |  |  |  |  |  |  |  |  |  |  |  |  | Stephanie    | Eliminada  | Regresa     | Continúa    | Continúa    | Continúa    | Continúa    | Continúa  | Continúa    | Continúa    | Continúa    | Continúa    | Continúa    | Continúa    | Eliminada   |             |             |             |             |            |            |  |  |  |  |  |  |  |  |  |  |  |  |  |  |  |  |  |  |  |  |  |  |  |
|           |  |  |  |  |  |  |  |  |  |  |  |  | Otoniel      | Avanza     | Continúa    | Continúa    | Continúa    | Sentenciado | Continúa    | Continúa  | Continúa    | Continúa    | Continúa    | Sentenciado | Continúa    | Eliminado   |             |             |             |             |             |            |            |  |  |  |  |  |  |  |  |  |  |  |  |  |  |  |  |  |  |  |  |  |  |  |
|           |  |  |  |  |  |  |  |  |  |  |  |  | Karla        | Avanza     | Continúa    | Continúa    | Continúa    | Continúa    | Continúa    | Continúa  | Sentenciada | Eliminada   | Eliminada   | Regresa     | Eliminada   |             |             |             |             |             |             |            |            |  |  |  |  |  |  |  |  |  |  |  |  |  |  |  |  |  |  |  |  |  |  |  |
|           |  |  |  |  |  |  |  |  |  |  |  |  | Beto         | Avanza     | Sentenciado | Continúa    | Sentenciado | Continúa    | Continúa    | Continúa  | Continúa    | Continúa    | Continúa    | Eliminado   |             |             |             |             |             |             |             |            |            |  |  |  |  |  |  |  |  |  |  |  |  |  |  |  |  |  |  |  |  |  |  |  |
|           |  |  |  |  |  |  |  |  |  |  |  |  | Lina         | Avanza     | Continúa    | Continúa    | Continúa    | Continúa    | Continúa    | Continúa  | Continúa    | Sentenciada | Sentenciada | Retirada    |             |             |             |             |             |             |             |            |            |  |  |  |  |  |  |  |  |  |  |  |  |  |  |  |  |  |  |  |  |  |  |  |
|           |  |  |  |  |  |  |  |  |  |  |  |  | Porto        | Avanza     | Continúa    | Continúa    | Sentenciada | Sentenciada | Continúa    | Salvada   | Sentenciada | Retirada    | Retirada    |             |             |             |             |             |             |             |             |            |            |  |  |  |  |  |  |  |  |  |  |  |  |  |  |  |  |  |  |  |  |  |  |  |
|           |  |  |  |  |  |  |  |  |  |  |  |  | Ossa         | Avanza     | Continúa    | Continúa    | Continúa    | Continúa    | Continúa    | Expulsado |             |             |             |             |             |             |             |             |             |             |             |            |            |  |  |  |  |  |  |  |  |  |  |  |  |  |  |  |  |  |  |  |  |  |  |  |
|           |  |  |  |  |  |  |  |  |  |  |  |  | Carballo     | Avanza     | Continúa    | Sentenciado | Sentenciado | Sentenciado | Eliminado   |           |             |             |             |             |             |             |             |             |             |             |             |            |            |  |  |  |  |  |  |  |  |  |  |  |  |  |  |  |  |  |  |  |  |  |  |  |
|           |  |  |  |  |  |  |  |  |  |  |  |  | Valentina    | Avanza     | Continúa    | Continúa    | Continúa    | Eliminados  |             |           |             |             |             |             |             |             |             |             |             |             |             |            |            |  |  |  |  |  |  |  |  |  |  |  |  |  |  |  |  |  |  |  |  |  |  |  |
|           |  |  |  |  |  |  |  |  |  |  |  |  | Leticiano    | Avanza     | Continúa    | Continúa    | Continúa    | Eliminados  |             |           |             |             |             |             |             |             |             |             |             |             |             |            |            |  |  |  |  |  |  |  |  |  |  |  |  |  |  |  |  |  |  |  |  |  |  |  |
|           |  |  |  |  |  |  |  |  |  |  |  |  | Anna         | Avanza     | Continúa    | Continúa    | Eliminados  |             |             |           |             |             |             |             |             |             |             |             |             |             |             |            |            |  |  |  |  |  |  |  |  |  |  |  |  |  |  |  |  |  |  |  |  |  |  |  |
|           |  |  |  |  |  |  |  |  |  |  |  |  | Skirla       | Avanza     | Continúa    | Sentenciado | Eliminados  |             |             |           |             |             |             |             |             |             |             |             |             |             |             |            |            |  |  |  |  |  |  |  |  |  |  |  |  |  |  |  |  |  |  |  |  |  |  |  |
|           |  |  |  |  |  |  |  |  |  |  |  |  | Nati         | Avanza     | Sentenciada | Eliminados  |             |             |             |           |             |             |             |             |             |             |             |             |             |             |             |            |            |  |  |  |  |  |  |  |  |  |  |  |  |  |  |  |  |  |  |  |  |  |  |  |
|           |  |  |  |  |  |  |  |  |  |  |  |  | Brayan       | Avanza     | Sentenciado | Eliminados  |             |             |             |           |             |             |             |             |             |             |             |             |             |             |             |            |            |  |  |  |  |  |  |  |  |  |  |  |  |  |  |  |  |  |  |  |  |  |  |  |
|           |  |  |  |  |  |  |  |  |  |  |  |  | Fernanda     | Avanza     | Eliminados  |             |             |             |             |           |             |             |             |             |             |             |             |             |             |             |             |            |            |  |  |  |  |  |  |  |  |  |  |  |  |  |  |  |  |  |  |  |  |  |  |  |
|           |  |  |  |  |  |  |  |  |  |  |  |  | Padre Torvic | Avanza     | Eliminados  |             |             |             |             |           |             |             |             |             |             |             |             |             |             |             |             |            |            |  |  |  |  |  |  |  |  |  |  |  |  |  |  |  |  |  |  |  |  |  |  |  |
|           |  |  |  |  |  |  |  |  |  |  |  |  | Liz          | Avanza     | Retirada    |             |             |             |             |           |             |             |             |             |             |             |             |             |             |             |             |            |            |  |  |  |  |  |  |  |  |  |  |  |  |  |  |  |  |  |  |  |  |  |  |  |
|           |  |  |  |  |  |  |  |  |  |  |  |  | Nana         | Eliminados |             |             |             |             |             |           |             |             |             |             |             |             |             |             |             |             |             |            |            |  |  |  |  |  |  |  |  |  |  |  |  |  |  |  |  |  |  |  |  |  |  |  |
| Miguelón  |  |  |  |  |  |  |  |  |  |  |  |  |              | Eliminados |             |             |             |             |             |           |             |             |             |             |             |             |             |             |             |             |             |            |            |  |  |  |  |  |  |  |  |  |  |  |  |  |  |  |  |  |  |  |  |  |  |  |
| Fernando  |  |  |  |  |  |  |  |  |  |  |  |  |              | Eliminados |             |             |             |             |             |           |             |             |             |             |             |             |             |             |             |             |             |            |            |  |  |  |  |  |  |  |  |  |  |  |  |  |  |  |  |  |  |  |  |  |  |  |
|           |  |  |  |  |  |  |  |  |  |  |  |  | Xiomy        | Sin cupo   |             |             |             |             |             |           |             |             |             |             |             |             |             |             |             |             |             |            |            |  |  |  |  |  |  |  |  |  |  |  |  |  |  |  |  |  |  |  |  |  |  |  |
| Andrea    |  |  |  |  |  |  |  |  |  |  |  |  |              | Sin cupo   |             |             |             |             |             |           |             |             |             |             |             |             |             |             |             |             |             |            |            |  |  |  |  |  |  |  |  |  |  |  |  |  |  |  |  |  |  |  |  |  |  |  |
| Bermu     |  |  |  |  |  |  |  |  |  |  |  |  |              | Sin cupo   |             |             |             |             |             |           |             |             |             |             |             |             |             |             |             |             |             |            |            |  |  |  |  |  |  |  |  |  |  |  |  |  |  |  |  |  |  |  |  |  |  |  |
| Paula     |  |  |  |  |  |  |  |  |  |  |  |  |              | Sin cupo   |             |             |             |             |             |           |             |             |             |             |             |             |             |             |             |             |             |            |            |  |  |  |  |  |  |  |  |  |  |  |  |  |  |  |  |  |  |  |  |  |  |  |
| Monkey    |  |  |  |  |  |  |  |  |  |  |  |  |              | Sin cupo   |             |             |             |             |             |           |             |             |             |             |             |             |             |             |             |             |             |            |            |  |  |  |  |  |  |  |  |  |  |  |  |  |  |  |  |  |  |  |  |  |  |  |
| Julki     |  |  |  |  |  |  |  |  |  |  |  |  |              | Sin cupo   |             |             |             |             |             |           |             |             |             |             |             |             |             |             |             |             |             |            |            |  |  |  |  |  |  |  |  |  |  |  |  |  |  |  |  |  |  |  |  |  |  |  |
| Johan     |  |  |  |  |  |  |  |  |  |  |  |  |              | Sin cupo   |             |             |             |             |             |           |             |             |             |             |             |             |             |             |             |             |             |            |            |  |  |  |  |  |  |  |  |  |  |  |  |  |  |  |  |  |  |  |  |  |  |  |
| Sebastián |  |  |  |  |  |  |  |  |  |  |  |  |              | Sin cupo   |             |             |             |             |             |           |             |             |             |             |             |             |             |             |             |             |             |            |            |  |  |  |  |  |  |  |  |  |  |  |  |  |  |  |  |  |  |  |  |  |  |  |

Leyenda
| Color | Significado |
| ----- | --- |
|       | • El participante gana la primera competencia y se convierte en capitán de alguno de los tres equipos originales.                                                     |
|       | • El participante es elegido para formar parte de alguno de los tres equipos originales.                                                                              |
|       | • El participante es eliminado por decisión del capitán de su equipo original, por lo que se enfrenta al Desafío de Permanencia para ganar un cupo en la competencia. |
|       | • El participante es nominado a Desafío a Muerte por el equipo ganador del Desafío de Sentencia.                                                                      |
|       | • El participante no es sentenciado a lo largo de la semana, por lo tanto, avanza al siguiente ciclo.                                                                 |
|       | • El participante es sentenciado a Desafío a Muerte, pero se salva de asistir a la prueba gracias a una infracción cometida por otro equipo.                          |
|       | • El participante abandona por lesión. |
|       | El participante incumple las reglas del juego y es expulsado de la competencia.                                                                                       |
|       | • El participante queda eliminado del programa. |
|       | • El participante regresa en reemplazo de un participante retirado o expulsado.                                                                                       |
|       | • El participante pierde la primera competencia y es eliminado del programa al no obtener un cupo.                                                                    |
|       | • El participante gana la prueba de la semifinal y se mantiene en competencia.                                                                                        |
|       | • El participante es finalista de la competencia. |
|       | • El participante es el ganador de la competencia. |

## Competencias

### Desafío de Capitanes
En la primera etapa, los 44 desafiantes, divididos por géneros, se enfrentaron a una exigente prueba que conectó algunos circuitos de los diferentes boxes. Los tres primeros participantes de cada género en completar el desafío, se convirtieron en capitanes de los equipos que estaban a punto de formarse: Alpha, Beta y Gamma. Por otra parte, los competidores que ocuparon los cuatro últimos lugares en cada llave, fueron eliminados definitivamente del programa, dando como resultado la salida de ocho concursantes en total.
A partir de la etapa 3, para el Desafío de Capitanes, cada grupo elige un representante, el cual debe evitar ocupar el último lugar en la prueba, para que así no se desintegre el equipo al que pertenece y‚ por consiguiente‚ éste deje de existir durante el resto del programa.
| Etapa 1 | Etapa 1                 | Etapa 1                 | Etapa 1                 | Etapa 1                 | Etapa 1                 | Etapa 1                 | Etapa 1                 | Etapa 1                 | Etapa 1                 | Etapa 1                 | Etapa 1                   | Etapa 1                   | Etapa 1                   | Etapa 1                   | Etapa 1                   | Etapa 1                 | Etapa 1                 | Etapa 1                 | Etapa 1                 | Etapa 1                 | Etapa 1                        | Etapa 1                        | Etapa 1                        | Etapa 1                        | Etapa 1                        | Etapa 1    | Etapa 1    |
| Sem.    | Capitanes Alpha         | Capitanes Alpha         | Capitanes Alpha         | Capitanes Alpha         | Capitanes Alpha         | Capitanes Beta          | Capitanes Beta          | Capitanes Beta          | Capitanes Beta          | Capitanes Beta          | Capitanes Gamma           | Capitanes Gamma           | Capitanes Gamma           | Capitanes Gamma           | Capitanes Gamma           |                         |                         | Eliminados              | Eliminados              | Eliminados              | Eliminados                     | Eliminados                     | Eliminados                     | Eliminados                     | Eliminados                     | Eliminados | Eliminados |
| ------- | ----------------------- | ----------------------- | ----------------------- | ----------------------- | ----------------------- | ----------------------- | ----------------------- | ----------------------- | ----------------------- | ----------------------- | ------------------------- | ------------------------- | ------------------------- | ------------------------- | ------------------------- | ----------------------- | ----------------------- | ----------------------- | ----------------------- | ----------------------- | ------------------------------ | ------------------------------ | ------------------------------ | ------------------------------ | ------------------------------ | ---------- | ---------- |
| 1       | Andrés Miranda "Tarzán" | Andrés Miranda "Tarzán" | Andrés Miranda "Tarzán" | Andrés Miranda "Tarzán" | Andrés Miranda "Tarzán" | Camilo Tarifa "Ceta"    | Camilo Tarifa "Ceta"    | Camilo Tarifa "Ceta"    | Camilo Tarifa "Ceta"    | Camilo Tarifa "Ceta"    | Luis Mosquera "Leticiano" | Luis Mosquera "Leticiano" | Luis Mosquera "Leticiano" | Luis Mosquera "Leticiano" | Luis Mosquera "Leticiano" | Julián Bastidas "Julki" | Julián Bastidas "Julki" | Julián Bastidas "Julki" | Julián Bastidas "Julki" | Julián Bastidas "Julki" | Carlos Andrés Merchán "Monkey" | Carlos Andrés Merchán "Monkey" | Carlos Andrés Merchán "Monkey" | Carlos Andrés Merchán "Monkey" | Carlos Andrés Merchán "Monkey" |            |            |
| 1       | Andrés Miranda "Tarzán" | Andrés Miranda "Tarzán" | Andrés Miranda "Tarzán" | Andrés Miranda "Tarzán" | Andrés Miranda "Tarzán" | Camilo Tarifa "Ceta"    | Camilo Tarifa "Ceta"    | Camilo Tarifa "Ceta"    | Camilo Tarifa "Ceta"    | Camilo Tarifa "Ceta"    | Luis Mosquera "Leticiano" | Luis Mosquera "Leticiano" | Luis Mosquera "Leticiano" | Luis Mosquera "Leticiano" | Luis Mosquera "Leticiano" | Johan Sebastián Patiño  | Johan Sebastián Patiño  | Johan Sebastián Patiño  | Johan Sebastián Patiño  | Johan Sebastián Patiño  | Sebastián Paredes              | Sebastián Paredes              | Sebastián Paredes              | Sebastián Paredes              | Sebastián Paredes              |            |            |
| 1       | Andrea Olaya "Valkyria" | Andrea Olaya "Valkyria" | Andrea Olaya "Valkyria" | Andrea Olaya "Valkyria" | Andrea Olaya "Valkyria" | Karina Rojas            | Karina Rojas            | Karina Rojas            | Karina Rojas            | Karina Rojas            | María Alejandra Sánchez   | María Alejandra Sánchez   | María Alejandra Sánchez   | María Alejandra Sánchez   | María Alejandra Sánchez   | María Paula Cifuentes   | María Paula Cifuentes   | María Paula Cifuentes   | María Paula Cifuentes   | María Paula Cifuentes   | Andrea Cardona                 | Andrea Cardona                 | Andrea Cardona                 | Andrea Cardona                 | Andrea Cardona                 |            |            |
| 1       | Andrea Olaya "Valkyria" | Andrea Olaya "Valkyria" | Andrea Olaya "Valkyria" | Andrea Olaya "Valkyria" | Andrea Olaya "Valkyria" | Karina Rojas            | Karina Rojas            | Karina Rojas            | Karina Rojas            | Karina Rojas            | María Alejandra Sánchez   | María Alejandra Sánchez   | María Alejandra Sánchez   | María Alejandra Sánchez   | María Alejandra Sánchez   | Xiomara Alfonso         | Xiomara Alfonso         | Xiomara Alfonso         | Xiomara Alfonso         | Xiomara Alfonso         | Dayana Bermúdez "Bermu"        | Dayana Bermúdez "Bermu"        | Dayana Bermúdez "Bermu"        | Dayana Bermúdez "Bermu"        | Dayana Bermúdez "Bermu"        |            |            |
| Etapa 3 |                         |                         |                         |                         |                         |                         |                         |                         |                         |                         |                           |                           |                           |                           |                           |                         |                         |                         |                         |                         |                                |                                |                                |                                |                                |            |            |
| Sem.    | Representante Alpha     | Representante Alpha     | Representante Alpha     | Representante Alpha     | Representante Alpha     | Representante Beta      | Representante Beta      | Representante Beta      | Representante Beta      | Representante Beta      | Representante Gamma       | Representante Gamma       | Representante Gamma       | Representante Gamma       | Representante Gamma       | Representante Omega     | Representante Omega     | Representante Omega     | Representante Omega     | Representante Omega     | Ganador                        | Ganador                        | Equipo Eliminado               | Equipo Eliminado               |                                |            |            |
| 5       | Andrés Miranda "Tarzán" | Andrés Miranda "Tarzán" | Andrés Miranda "Tarzán" | Andrés Miranda "Tarzán" | Andrés Miranda "Tarzán" | Camilo Tarifa "Ceta"    | Camilo Tarifa "Ceta"    | Camilo Tarifa "Ceta"    | Camilo Tarifa "Ceta"    | Camilo Tarifa "Ceta"    | Duván Yesid Niño          | Duván Yesid Niño          | Duván Yesid Niño          | Duván Yesid Niño          | Duván Yesid Niño          | Neider Criollo          | Neider Criollo          | Neider Criollo          | Neider Criollo          | Neider Criollo          | Andrés Miranda "Tarzán"        | Andrés Miranda "Tarzán"        | Omega                          | Omega                          |                                |            |            |
| Etapa 4 |                         |                         |                         |                         |                         |                         |                         |                         |                         |                         |                           |                           |                           |                           |                           |                         |                         |                         |                         |                         |                                |                                |                                |                                |                                |            |            |
| Sem.    | Representante Alpha     | Representante Alpha     | Representante Alpha     | Representante Alpha     | Representante Alpha     | Representante Beta      | Representante Beta      | Representante Beta      | Representante Beta      | Representante Beta      | Representante Gamma       | Representante Gamma       | Representante Gamma       | Representante Gamma       | Representante Gamma       | Representante Gamma     | Representante Gamma     | Representante Gamma     | Representante Gamma     | Representante Gamma     | Ganadora                       | Ganadora                       | Equipo Eliminado               | Equipo Eliminado               |                                |            |            |
| 13      | Karina Rojas            | Karina Rojas            | Karina Rojas            | Karina Rojas            | Karina Rojas            | Andrea Olaya "Valkyria" | Andrea Olaya "Valkyria" | Andrea Olaya "Valkyria" | Andrea Olaya "Valkyria" | Andrea Olaya "Valkyria" | María Alejandra Sánchez   | María Alejandra Sánchez   | María Alejandra Sánchez   | María Alejandra Sánchez   | María Alejandra Sánchez   | María Alejandra Sánchez | María Alejandra Sánchez | María Alejandra Sánchez | María Alejandra Sánchez | María Alejandra Sánchez | Andrea Olaya "Valkyria"        | Andrea Olaya "Valkyria"        | Gamma                          | Gamma                          |                                |            |            |

### Conformación de los equipos
Luego de la prueba que definió a los capitanes iniciales, los tres hombres seleccionaron a las mujeres que completarían sus grupos, mientras que las mujeres ganadoras escogieron a los hombres faltantes. Esta mecánica se realizó hasta que cada equipo estuvo compuesto por seis hombres y seis mujeres. Después de eso, los capitanes eligieron dos mujeres y dos hombres de sus equipos para dejen de ser parte de los mismos, estos participantes compitieron en el "Desafío de permanencia", los hombres compiten entre sí, al igual que las mujeres y los primeros cuatro hombres y cuatro mujeres en culminar la prueba formarían parte de un nuevo equipo llamado, Omega y los demás quedaron automáticamente eliminados de la competencia.
A partir de la tercera etapa, cada ganador del Desafío de Capitanes empieza eligiendo a un hombre y a una mujer del equipo que desee, con el fin de ir armando el grupo con el que competirá durante la etapa. Esto se repetirá hasta que todos tengan la misma cantidad de integrantes.
| Etapa 1                           | Etapa 1                          | Etapa 1                          | Etapa 1                          | Etapa 1                            | Etapa 1                            |                                    |
| Equipos                           | Equipos                          | Equipos                          | Equipos                          | Equipos                            | Equipos                            |                                    |
| --------------------------------- | -------------------------------- | -------------------------------- | -------------------------------- | ---------------------------------- | ---------------------------------- | ---------------------------------- |
| Alpha                             | Beta                             | Beta                             | Beta                             | Beta                               | Gamma                              | Gamma                              |
| Andrés Miranda "Tarzán"           | Camilo Tarifa "Ceta"             | Camilo Tarifa "Ceta"             | Camilo Tarifa "Ceta"             | Luis Mosquera "Leticiano"          | Luis Mosquera "Leticiano"          |                                    |
| Andrea Olaya "Valkyria"           | Karina Rojas                     | Karina Rojas                     | Karina Rojas                     | María Alejandra Sánchez "Maleja"   | María Alejandra Sánchez "Maleja"   |                                    |
| Valeria Porto                     | Lina Durán                       | Lina Durán                       | Lina Durán                       | Emily Múnera                       | Emily Múnera                       |                                    |
| Alexandra Rodríguez "Alexa"       | Natalia Medina "Nati"            | Natalia Medina "Nati"            | Natalia Medina "Nati"            | María Fernanda Tobitto             | María Fernanda Tobitto             |                                    |
| Grecia Gutiérrez                  | Daniela Camargo "Dani"           | Daniela Camargo "Dani"           | Daniela Camargo "Dani"           | Karol Andrea Yela                  | Karol Andrea Yela                  |                                    |
| Lisseth Torres "Liz"              | Valentina González               | Valentina González               | Valentina González               | Stephanie Villadiego               | Stephanie Villadiego               |                                    |
| Diana Villamizar "Nana"           | Karla Rodríguez                  | Karla Rodríguez                  | Karla Rodríguez                  | Anna De Villa                      | Anna De Villa                      |                                    |
| Humberto Plazas "Beto"            | Moisés Sanmartín                 | Moisés Sanmartín                 | Moisés Sanmartín                 | Brayan Huertas                     | Brayan Huertas                     |                                    |
| Carlos Mario Oquendo              | Samir Reveiz                     | Samir Reveiz                     | Samir Reveiz                     | Andrés Ramírez "Skirla"            | Andrés Ramírez "Skirla"            |                                    |
| Otoniel Tonguino                  | Andrés Ossa Villegas             | Andrés Ossa Villegas             | Andrés Ossa Villegas             | Duván Yesid Niño                   | Duván Yesid Niño                   |                                    |
| Miguel Ángel Rodríguez "Miguelón" | Neider Criollo                   | Neider Criollo                   | Neider Criollo                   | Juan Pablo Casallas                | Juan Pablo Casallas                |                                    |
| Fernando Illera                   | Jorge Luis Castillo Carballo     | Jorge Luis Castillo Carballo     | Jorge Luis Castillo Carballo     | Víctor Hugo Gaviria "Padre Torvic" | Víctor Hugo Gaviria "Padre Torvic" |                                    |
| Etapa 2                           |                                  |                                  |                                  |                                    |                                    |                                    |
| Equipos                           |                                  |                                  |                                  |                                    |                                    |                                    |
| Alpha                             | Beta                             | Beta                             | Gamma                            | Gamma                              | Omega                              |                                    |
| Andrés Miranda "Tarzán"           | Camilo Tarifa "Ceta"             | Camilo Tarifa "Ceta"             | Luis Mosquera "Leticiano"        | Luis Mosquera "Leticiano"          | Neider Criollo                     |                                    |
| Andrea Olaya "Valkyria"           | Karina Rojas                     | Karina Rojas                     | María Alejandra Sánchez "Maleja" | María Alejandra Sánchez "Maleja"   | Lisseth Torres "Liz"               |                                    |
| Valeria Porto                     | Lina Durán                       | Lina Durán                       | Emily Múnera                     | Emily Múnera                       | Anna de Villa                      | Anna de Villa                      |
| Alexandra Rodríguez"Alexa"        | Daniela Camargo "Dani"           | Daniela Camargo "Dani"           | María Fernanda Tobitto           | María Fernanda Tobitto             | Natalia Medina "Nati"              | Natalia Medina "Nati"              |
| Grecia Gutiérrez                  | Valentina González               | Valentina González               | Karol Andrea Yela                | Karol Andrea Yela                  | Karla Rodríguez                    | Karla Rodríguez                    |
| Humberto Plazas "Beto"            | Moisés Sanmartín                 | Moisés Sanmartín                 | Brayan Huertas                   | Brayan Huertas                     | Andrés Ossa Villegas               | Andrés Ossa Villegas               |
| Carlos Mario Oquendo              | Samir Reveiz                     | Samir Reveiz                     | Andrés Ramírez "Skirla"          | Andrés Ramírez "Skirla"            | Juan Pablo Casallas                | Juan Pablo Casallas                |
| Otoniel Tonguino                  | Jorge Luis Castillo Carballo     | Jorge Luis Castillo Carballo     | Duván Yesid Niño                 | Duván Yesid Niño                   | Víctor Hugo Gaviria "Padre Torvic" | Víctor Hugo Gaviria "Padre Torvic" |
|                                   |                                  |                                  |                                  |                                    | Stephanie Villadiego               |                                    |
| Etapa 3                           |                                  |                                  |                                  |                                    |                                    |                                    |
| Equipos                           |                                  |                                  |                                  |                                    |                                    |                                    |
| Alpha                             | Beta                             | Beta                             | Beta                             | Gamma                              | Gamma                              |                                    |
| Andrés Miranda "Tarzán"           | Camilo Tarifa "Ceta"             | Camilo Tarifa "Ceta"             | Camilo Tarifa "Ceta"             | Duván Yesid Niño                   | Duván Yesid Niño                   |                                    |
| Karina Rojas                      | Andrea Olaya "Valkyria"          | Andrea Olaya "Valkyria"          | Andrea Olaya "Valkyria"          | María Alejandra Sánchez "Maleja"   | María Alejandra Sánchez "Maleja"   |                                    |
| Carlos Mario Oquendo              | Moisés Sanmartín                 | Moisés Sanmartín                 | Moisés Sanmartín                 | Neider Criollo                     | Neider Criollo                     |                                    |
| Karol Andrea Yela                 | Daniela Camargo "Dani"           | Daniela Camargo "Dani"           | Daniela Camargo "Dani"           | Emily Múnera                       | Emily Múnera                       |                                    |
| Humberto Plazas "Beto"            | Andrés Ossa Villegas             | Andrés Ossa Villegas             | Andrés Ossa Villegas             | Juan Pablo Casallas                | Juan Pablo Casallas                |                                    |
| Alexandra Rodríguez "Alexa"       | Karla Rodríguez                  | Karla Rodríguez                  | Karla Rodríguez                  | Grecia Gutiérrez                   | Grecia Gutiérrez                   |                                    |
| Otoniel Tonguino                  | Samir Reveiz                     | Samir Reveiz                     | Samir Reveiz                     | Jorge Luis Castillo Carballo       | Jorge Luis Castillo Carballo       |                                    |
| Lina Durán                        | Stephanie Villadiego             | Stephanie Villadiego             | Stephanie Villadiego             | Valeria Porto                      | Valeria Porto                      |                                    |
| Etapa 4                           |                                  |                                  |                                  |                                    |                                    |                                    |
| Equipos                           |                                  |                                  |                                  |                                    |                                    |                                    |
| Beta                              | Beta                             | Beta                             | Alpha                            | Alpha                              | Alpha                              |                                    |
| Andrea Olaya "Valkyria"           | Andrea Olaya "Valkyria"          | Andrea Olaya "Valkyria"          | Karina Rojas                     | Karina Rojas                       | Karina Rojas                       |                                    |
| Camilo Tarifa "Ceta"              | Camilo Tarifa "Ceta"             | Camilo Tarifa "Ceta"             | Carlos Mario Oquendo             | Carlos Mario Oquendo               | Carlos Mario Oquendo               |                                    |
| María Alejandra Sánchez "Maleja"  | María Alejandra Sánchez "Maleja" | María Alejandra Sánchez "Maleja" | Alexandra Rodríguez "Alexa"      | Alexandra Rodríguez "Alexa"        | Alexandra Rodríguez "Alexa"        |                                    |
| Moisés Sanmartín                  | Moisés Sanmartín                 | Moisés Sanmartín                 | Andrés Miranda "Tarzán"          | Andrés Miranda "Tarzán"            | Andrés Miranda "Tarzán"            |                                    |
| Karol Andrea Yela                 | Karol Andrea Yela                | Karol Andrea Yela                | Daniela Camargo "Dani"           | Daniela Camargo "Dani"             | Daniela Camargo "Dani"             |                                    |
| Samir Reveiz                      | Samir Reveiz                     | Samir Reveiz                     | Juan Pablo Casallas              | Juan Pablo Casallas                | Juan Pablo Casallas                |                                    |
| Grecia Gutiérrez                  | Grecia Gutiérrez                 | Grecia Gutiérrez                 | Emily Múnera                     | Emily Múnera                       | Emily Múnera                       |                                    |
| Neider Criollo                    | Neider Criollo                   | Neider Criollo                   | Duván Yesid Niño                 | Duván Yesid Niño                   | Duván Yesid Niño                   |                                    |
| Etapa 5                           |                                  |                                  |                                  |                                    |                                    |                                    |
| Fusión                            |                                  |                                  |                                  |                                    |                                    |                                    |
| Camilo Tarifa "Ceta"              |                                  |                                  |                                  |                                    |                                    |                                    |
| Neider Criollo                    |                                  |                                  |                                  |                                    |                                    |                                    |
| Samir Reveiz                      |                                  |                                  |                                  |                                    |                                    |                                    |
| Alexandra Rodríguez "Alexa"       |                                  |                                  |                                  |                                    |                                    |                                    |
| Karina Rojas                      |                                  |                                  |                                  |                                    |                                    |                                    |
| Karol Andrea Yela                 |                                  |                                  |                                  |                                    |                                    |                                    |
| Juan Pablo Casallas               |                                  |                                  |                                  |                                    |                                    |                                    |
| Andrea Olaya "Valkyria"           |                                  |                                  |                                  |                                    |                                    |                                    |

### Desafío de permanencia
Después de la conformación de Alpha, Beta y Gamma en la primera fase del programa, los capitanes tuvieron que tomar la decisión de eliminar a cuatro desafiantes de sus respectivos equipos, dos hombres y dos mujeres. Los elegidos contaron con una oportunidad final para competir entre ellos, con el objetivo de integrar el último grupo, denominado Omega. De esta manera, fueron divididos por géneros, resultando como ganadores cuatro mujeres y cuatro hombres.
| Etapa 1 | Etapa 1                           | Etapa 1                            | Etapa 1               | Etapa 1 |
| Semana  | Participantes                     | Participantes                      | Orden de llegada      |         |
| ------- | --------------------------------- | ---------------------------------- | --------------------- | ------- |
| 1       | Andrés Ossa Villegas              | Juan Pablo Casallas                | Neider Criollo        |         |
| 1       | Miguel Ángel Rodríguez "Miguelón" | Neider Criollo                     | Andrés Ossa Villegas  |         |
| 1       | Fernando Illera                   | Víctor Hugo Gaviria "Padre Torvic" | Juan Pablo Casallas   |         |
| 1       |                                   | Víctor Hugo Gaviria "Padre Torvic" |                       |         |
| 1       | Anna De Villa                     | Karla Rodríguez                    | Lisseth Torres "Liz"  |         |
| 1       | Stephanie Villadiego              | Lisseth Torres "Liz"               | Anna De Villa         |         |
| 1       | Diana Villamizar "Nana"           | Natalia Medina "Nati"              | Natalia Medina "Nati" |         |
| 1       |                                   | Karla Rodríguez                    |                       |         |

### Desafío de sentencia y hambre
En este desafío, los equipos se enfrentan entre sí con el objetivo de preservar los alimentos con los que cuentan en cada casa. El grupo que ocupe el primer lugar podrá mantener toda su alacena intacta, mientras que el que quede en segundo puesto tendrá que elegir un grupo de alimentos con los que tratará de sobrevivir durante todo el ciclo. Finalmente, los dos equipos restantes perderán toda su comida temporalmente. Como dato adicional, los ganadores de la prueba tomarán la decisión de sentenciar a dos rivales, un hombre y una mujer de cualquier equipo, quienes estarán en la obligación de portar un pesado chaleco hasta que lleguen al Desafío a Muerte.
| Etapa 2 | Etapa 2 | Etapa 2   | Etapa 2    | Etapa 2    | Etapa 2    | Etapa 2      | Etapa 2        |
| Sem.    | Box     | Ganadores | 2.do Lugar | 3.er Lugar | 4.to Lugar | Sentenciados | Sentenciados   |
| ------- | ------- | --------- | ---------- | ---------- | ---------- | ------------ | -------------- |
| 1       |         | Alpha     | Beta       | Gamma      | Omega      | Juan Pablo   | Fernanda       |
| 2       |         | Beta      | Gamma      | Alpha      | Omega      | Duván        | Karol          |
| 3       |         | Beta      | Omega      | Alpha      | Gamma      | Skirla       | Emily          |
| 4       |         | Omega     | Beta       | Alpha      | Gamma      | Leticiano    | Porto          |
| Etapa 3 |         |           |            |            |            |              |                |
| Semana  | Box     | Ganadores | Ganadores  | 2.do Lugar | 2.do Lugar | 3.er Lugar   | Sentenciado(a) |
| 5       |         | Gamma     | Gamma      | Alpha      | Alpha      | Beta         | Samir          |
| 6       |         | Alpha     | Alpha      | Beta       | Beta       | Gamma        | Porto          |
| 7       |         | Gamma     | Gamma      | Alpha      | Alpha      | Beta         | Karla          |
| 8       |         | Beta      | Beta       | Gamma      | Gamma      | Alpha        | Lina           |
| 9       |         | Gamma     | Gamma      | Beta       | Beta       | Alpha        | Tarzán         |
| 10      |         | Alpha     | Alpha      | Beta       | Beta       | Gamma        | Grecia         |
| 11      |         | Beta      | Beta       | Alpha      | Alpha      | Gamma        | Otoniel        |
| 12      |         | Alpha     | Alpha      | Beta       | Beta       | Gamma        | Emily          |
| Etapa 4 |         |           |            |            |            |              |                |
| Semana  | Box     | Ganadores | Ganadores  | Ganadores  | Derrotados | Derrotados   | Sentenciado    |
| 13      |         | Beta      | Beta       | Beta       | Alpha      | Alpha        | Oquendo        |
| 14      |         | Alpha     | Alpha      | Alpha      | Beta       | Beta         | Ceta           |
| 15      |         | Beta      | Beta       | Beta       | Alpha      | Alpha        | Duván          |
| 16      |         | Beta      | Beta       | Beta       | Alpha      | Alpha        | Juan Pablo     |

### Desafío de sentencia y servicios
Como su nombre lo indica, esta competencia se realiza con el fin de salvaguardar los servicios de los que disponen los participantes: agua, luz y gas. Al igual que en el Desafío de Hambre, el equipo que obtenga el primer lugar podrá seguir disfrutando de todos estos recursos, mientras que el que ocupe el segundo puesto deberá seleccionar uno de los tres servicios mencionados. Los demás grupos perderán todas estas comodidades y quedarán a la deriva. Por último, los ganadores de esta prueba también tendrán la potestad de sentenciar a dos competidores a Desafío a Muerte.
| Etapa 2 | Etapa 2 | Etapa 2   | Etapa 2    | Etapa 2    | Etapa 2    | Etapa 2      | Etapa 2        |
| Semana  | Box     | Ganadores | 2.do Lugar | 3.er Lugar | 4.to Lugar | Sentenciados | Sentenciados   |
| ------- | ------- | --------- | ---------- | ---------- | ---------- | ------------ | -------------- |
| 1       |         | Beta      | Alpha      | Omega      | Gamma      | Brayan       | Karol          |
| 2       |         | Beta      | Omega      | Gamma      | Alpha      | Skirla       | Emily          |
| 3       |         | Gamma     | Beta       | Alpha      | Omega      | Carballo     | Dani           |
| 4       |         | Omega     | Beta       | Gamma      | Alpha      | Otoniel      | Emily          |
| Etapa 3 |         |           |            |            |            |              |                |
| Semana  | Box     | Ganadores | Ganadores  | 2.do Lugar | 2.do Lugar | 3.er Lugar   | Sentenciado(a) |
| 5       |         | Beta      | Beta       | Alpha      | Alpha      | Gamma        | Duván          |
| 6       |         | Alpha     | Alpha      | Beta       | Beta       | Gamma        | Grecia         |
| 7       |         | Beta      | Beta       | Alpha      | Alpha      | Gamma        | Porto          |
| 8       |         | Gamma     | Gamma      | Alpha      | Alpha      | Beta         | Alexa          |
| 9       |         | Beta      | Beta       | Alpha      | Alpha      | Gamma        | Beto           |
| 10      |         | Beta      | Beta       | Gamma      | Gamma      | Alpha        | Karol          |
| 11      |         | Beta      | Beta       | Alpha      | Alpha      | Gamma        | Duván          |
| 12      |         | Beta      | Beta       | Gamma      | Gamma      | Alpha        | Grecia         |
| Etapa 4 |         |           |            |            |            |              |                |
| Semana  | Box     | Ganadores | Ganadores  | Ganadores  | Derrotados | Derrotados   | Sentenciada    |
| 13      |         | Beta      | Beta       | Beta       | Alpha      | Alpha        | Dani           |
| 14      |         | Beta      | Beta       | Beta       | Alpha      | Alpha        | Alexa          |
| 15      |         | Beta      | Beta       | Beta       | Alpha      | Alpha        | Dani           |
| 16      |         | Alpha     | Alpha      | Alpha      | Beta       | Beta         | Maleja         |

Notas
1. ↑  El equipo ganó una motocicleta para cada uno de sus integrantes.

### Desafío de sentencia y bienestar
En esta oportunidad, los equipos compiten para conservar los otros espacios que hay en cada vivienda: habitaciones, gimnasio, piscina, bar, etc. Nuevamente, el ganador seguirá disfrutando de todos estos lujos, así como el segundo lugar decidirá con cuál quedarse. Los dos grupos perdedores no tendrán más remedio que ingeniárselas para subsistir en medio de las adversidades. Por otra parte, los triunfadores de este reto tendrán la posibilidad de sentenciar a dos concursantes a Desafío a Muerte.
| Etapa 2 | Etapa 2 | Etapa 2   | Etapa 2    | Etapa 2    | Etapa 2    | Etapa 2      | Etapa 2        |
| Semana  | Box     | Ganadores | 2.do Lugar | 3.er Lugar | 4.to Lugar | Sentenciados | Sentenciados   |
| ------- | ------- | --------- | ---------- | ---------- | ---------- | ------------ | -------------- |
| 1       |         | Omega     | Alpha      | Beta       | Gamma      | Beto         | Emily          |
| 2       |         | Gamma     | Beta       | Omega      | Alpha      | Carballo     | Nati           |
| 3       |         | Omega     | Alpha      | Gamma      | Beta       | Beto         | Porto          |
| 4       |         | Omega     | Gamma      | Beta       | Alpha      | Duván        | Grecia         |
| Etapa 3 |         |           |            |            |            |              |                |
| Semana  | Box     | Ganadores | Ganadores  | 2.do Lugar | 2.do Lugar | 3.er Lugar   | Sentenciado(a) |
| 5       |         | Beta      | Beta       | Alpha      | Alpha      | Gamma        | Carballo       |
| 6       |         | Alpha     | Alpha      | Gamma      | Gamma      | Beta         | Emily          |
| 7       |         | Beta      | Beta       | Alpha      | Alpha      | Gamma        | Emily          |
| 8       |         | Alpha     | Alpha      | Beta       | Beta       | Gamma        | Karla          |
| 9       |         | Gamma     | Gamma      | Beta       | Beta       | Alpha        | Oquendo        |
| 10      |         | Beta      | Beta       | Gamma      | Gamma      | Alpha        | Karla          |
| 11      |         | Beta      | Beta       | Gamma      | Gamma      | Alpha        | Criollo        |
| 12      |         | Gamma     | Gamma      | Alpha      | Alpha      | Beta         | Stephanie      |
| Etapa 4 |         |           |            |            |            |              |                |
| Semana  | Box     | Ganadores | Ganadores  | Ganadores  | Derrotados | Derrotados   | Sentenciado    |
| 13      |         | Beta      | Beta       | Beta       | Alpha      | Alpha        | Tarzán         |
| 14      |         | Alpha     | Alpha      | Alpha      | Beta       | Beta         | Moisés         |
| 15      |         | Beta      | Beta       | Beta       | Alpha      | Alpha        | Juan Pablo     |
| 16      |         | Beta      | Beta       | Beta       | Alpha      | Alpha        | Tarzán         |

### Desafío de sentencia, premio y castigo
Esta prueba tiene el propósito de enfrentar a los equipos para ganar un premio especial. El grupo que queda en primer lugar es merecedor de algunas recompensas (viaje, comida, baile, etc.), además de tener dos responsabilidades importantes: seleccionar a un equipo rival al que se aplicará una sanción y sentenciar a dos participantes a Desafío a Muerte.
| Etapa 2 | Etapa 2 | Etapa 2                                | Etapa 2 | Etapa 2  | Etapa 2    | Etapa 2                                                                 | Etapa 2 | Etapa 2 | Etapa 2   | Etapa 2    | Etapa 2    | Etapa 2      | Etapa 2      | Etapa 2        | Etapa 2 | Etapa 2 | Etapa 2 | Etapa 2 | Etapa 2 | Etapa 2 |
| Sem.    | Box     | Premios                                | Premios | Premios  | Premios    | Castigo                                                                 | Castigo |         | Ganadores | 2.do Lugar | 3.er Lugar | 4.to Lugar   | Sentenciados | Sentenciados   |         |         |         |         |         |         |
| ------- | ------- | -------------------------------------- | ------- | -------- | ---------- | ----------------------------------------------------------------------- | ------- | ------- | --------- | ---------- | ---------- | ------------ | ------------ | -------------- | ------- | ------- | ------- | ------- | ------- | ------- |
| 1       |         | Fiesta de disfraces en el Club House.  | Alpha   | 3 M COP  | Valkyria   | Rapar la cabeza de dos hombres y una mujer.                             | Gamma   | Alpha   | Omega     | Beta       | Gamma      | Padre Torvic | Nati         |                |         |         |         |         |         |         |
| 2       |         | Fiesta popular en el Club House.       | Beta    |          | Carballo   | Todo el equipo esposado durante 24 horas.                               | Alpha   | Beta    | Alpha     | Gamma      | Omega      | Brayan       | Maleja       |                |         |         |         |         |         |         |
| 3       |         | Rafting.                               | Alpha   | 5 M COP  | Grecia     | Introducirse en un tanque con agua helada por ciclos durante una noche. | Omega   | Alpha   | Beta      | Gamma      | Omega      | Juan Pablo   | Anna         |                |         |         |         |         |         |         |
| 4       |         | Jornada de bienestar                   | Gamma   | 8 M COP  | Maleja     | Trasladar los objetos al Box Negro.                                     | Beta    | Gamma   | Omega     | Beta       | Alpha      | Carballo     | Valentina    |                |         |         |         |         |         |         |
| Etapa 3 |         |                                        |         |          |            |                                                                         |         |         |           |            |            |              |              |                |         |         |         |         |         |         |
| Sem.    | Box     | Premios                                | Premios | Premios  | Premios    | Castigo                                                                 | Castigo |         | Ganadores | Ganadores  | 2.do Lugar | 2.do Lugar   | 3.er Lugar   | Sentenciado(a) |         |         |         |         |         |         |
| 5       |         | Fiesta de cantina                      | Beta    | 10 M COP | Karla      | Remar sin parar durante 24 horas.                                       | Gamma   | Beta    | Beta      | Alpha      | Alpha      | Gamma        | Juan Pablo   |                |         |         |         |         |         |         |
| 6       |         | Pool party en el Club House            | Beta    | 5 M COP  | Valkyria   | Dormir en un hospital abandonado.                                       | Alpha   | Beta    | Beta      | Alpha      | Alpha      | Gamma        | Maleja       |                |         |         |         |         |         |         |
| 7       |         | Fiesta de Gala                         | Alpha   | 6 M COP  | Tarzán     | Portar un Cepo hasta que suene la alarma.                               | Gamma   | Alpha   | Alpha     | Gamma      | Gamma      | Beta         | Maleja       |                |         |         |         |         |         |         |
| 8       |         | Canoping                               | Alpha   | 2 M COP  | Beto       | Compartir con Don Jediondo en su personaje como Godoy.                  | Beta    | Alpha   | Alpha     | Beta       | Beta       | Gamma        | Emily        |                |         |         |         |         |         |         |
| 9       |         | Cena y paseo en globo                  | Beta    | 20 M COP | Samir      | Talar un camión de madera una medida exacta.                            | Alpha   | Beta    | Beta      | Alpha      | Alpha      | Gamma        | Otoniel      |                |         |         |         |         |         |         |
| 10      |         | Fiesta carnavalera en el Club House    | Gamma   | 20 M COP | Criollo    | Permanecer en flotadores hasta que suene la alarma tres veces.          | Alpha   | Gamma   | Gamma     | Beta       | Beta       | Alpha        | Alexa        |                |         |         |         |         |         |         |
| 11      |         | Fiesta salsera en el Club House        | Beta    | 10 M COP | Ceta       | Entregar 15 millones de pesos al equipo ganador.                        | Alpha   | Beta    | Beta      | Alpha      | Alpha      | Gamma        | Tarzán       |                |         |         |         |         |         |         |
| 12      |         | Jornada de belleza                     | Alpha   |          | Karina     | Permanecer encadenados en grilletes                                     | Gamma   | Alpha   | Alpha     | Beta       | Beta       | Gamma        | Maleja       |                |         |         |         |         |         |         |
| Etapa 4 |         |                                        |         |          |            |                                                                         |         |         |           |            |            |              |              |                |         |         |         |         |         |         |
| Sem.    | Box     | Premios                                | Premios | Premios  | Premios    | Castigo                                                                 | Castigo |         | Ganadores | Ganadores  | Ganadores  | Derrotados   | Derrotados   | Sentenciada    |         |         |         |         |         |         |
| 13      |         | Pasar la noche en un hotel de lujo     | Beta    |          | Moisés     | Cumplir una serie de tareas mientras suena una alarma.                  | Alpha   | Beta    | Beta      | Beta       | Alpha      | Alpha        | Alexa        |                |         |         |         |         |         |         |
| 14      |         | Juegos y karaoke en el Club House      | Alpha   | 20 M COP | Juan Pablo | Permanecer con guantes de boxeo por 24 horas                            | Beta    | Alpha   | Alpha     | Alpha      | Beta       | Beta         | Grecia       |                |         |         |         |         |         |         |
| 15      |         | Cabalgata                              | Beta    | 20 M COP | Criollo    | Bailar durante 12 horas                                                 | Alpha   | Beta    | Beta      | Beta       | Alpha      | Alpha        | Karina       |                |         |         |         |         |         |         |
| 16      |         | Visita de un familiar por participante | Alpha   | 40 M COP | Tarzán     | No poder compartir con los familiares                                   | Beta    | Alpha   | Alpha     | Alpha      | Beta       | Beta         | Valkyria     |                |         |         |         |         |         |         |

Notas
1. ↑  Los ganadores tuvieron la posibilidad de invitar a la fiesta a dos miembros de cada equipo.
2. ↑  Los ganadores tuvieron la posibilidad de invitar a la fiesta a cuatro participantes, dos de un equipo y dos de otro.

Leyenda
| Prueba de agua. | Prueba de aire. | Prueba de contacto. | Prueba de tierra. |

## Recompensas

### Mejor equipo del ciclo
Cada vez que un equipo alcanza la victoria en algún Desafío de Sentencia, automáticamente se convierte en nominado al premio de mejor equipo del ciclo, el cual, además de lograr este reconocimiento, recibe una suma considerable de dinero. Los encargados de elegir al ganador de la categoría son los televidentes, quienes deben inscribirse en la página web oficial para obtener la posibilidad de jugar y apoyar a su equipo favorito. Después de conocer los resultados, durante una emisión del matutino Día a día, se escoge a un espectador, entre los que votaron por el triunfador, para que se lleve COL$ 5 000 000.
| Etapa 2 | Etapa 2   | Etapa 2   | Etapa 2   | Etapa 2   | Etapa 2        | Etapa 2 |
| Semana  | Nominados | Nominados | Nominados | Nominados | Recompensa     | Ganador |
| Semana  | Equipo 1  | Equipo 2  | Equipo 3  | Equipo 4  | Recompensa     | Ganador |
| ------- | --------- | --------- | --------- | --------- | -------------- | ------- |
| 1       | Alpha     | Beta      | Omega     | Alpha     | 8 000 000 COP  | Alpha   |
| 2       | Beta      | Beta      | Gamma     | Beta      | 8 000 000 COP  | Beta    |
| 3       | Beta      | Gamma     | Omega     | Alpha     | 8 000 000 COP  | Alpha   |
| 4       | Omega     | Omega     | Omega     | Gamma     | 12 000 000 COP | Omega   |
| Etapa 3 |           |           |           |           |                |         |
| Semana  | Nominados | Nominados | Nominados | Nominados | Recompensa     | Ganador |
| Semana  | Equipo 1  | Equipo 2  | Equipo 3  | Equipo 4  | Recompensa     | Ganador |
| 5       | Gamma     | Beta      | Beta      | Beta      | 12 000 000 COP | Beta    |
| 6       | Alpha     | Alpha     | Alpha     | Beta      | 12 000 000 COP | Alpha   |
| 7       | Gamma     | Beta      | Beta      | Alpha     | 16 000 000 COP | Gamma   |
| 8       | Beta      | Gamma     | Alpha     | Alpha     | 16 000 000 COP | Gamma   |
| 9       | Gamma     | Beta      | Gamma     | Beta      | 16 000 000 COP | Gamma   |
| 10      | Alpha     | Beta      | Beta      | Gamma     | 20 000 000 COP | Gamma   |
| 11      | Beta      | Beta      | Beta      | Beta      | 20 000 000 COP | Beta    |
| 12      | Alpha     | Beta      | Gamma     | Alpha     | 20 000 000 COP | Gamma   |
| Etapa 4 |           |           |           |           |                |         |
| Semana  | Nominados | Nominados | Nominados | Nominados | Recompensa     | Ganador |
| Semana  | Equipo 1  | Equipo 2  | Equipo 3  | Equipo 4  | Recompensa     | Ganador |
| 13      | Beta      | Beta      | Beta      | Beta      | 24 000 000 COP | Beta    |
| 14      | Alpha     | Beta      | Alpha     | Alpha     | 24 000 000 COP | Alpha   |
| 15      | Beta      | Beta      | Beta      | Beta      | 24 000 000 COP | Beta    |
| 16      | Beta      | Alpha     | Beta      | Alpha     | 28 000 000 COP | Alpha   |

Notas
1. ↑  El equipo ganó automáticamente, puesto que el otro equipo nominado fue descalificado gracias a que uno de sus participantes rompió las reglas de la competencia.

### El Cubo
El Cubo es un espacio donde el ganador tiene la oportunidad de compartir un momento íntimo junto a otro participante de su elección. En este lugar, ambos podrán comer y descansar durante una noche. La llave del cubo se suele dar al ganador de cierta prueba o se deja en una pista y el equipo que logre obtenerla debe elegir a uno de sus participantes para que se quede con ella. Luego,
éste le enviará una carta de invitación al desafiante que quiera, el cual puede ser de cualquier equipo.
| Etapa 3 | Etapa 3                                | Etapa 3                 | Etapa 3                              |
| Semana  | Prueba                                 | Ganador                 | Invitado(a)                          |
| ------- | -------------------------------------- | ----------------------- | ------------------------------------ |
| 5       | Desafío de capitanes                   | Andrés Miranda "Tarzán" | Valeria Porto                        |
| 5       | Desafío de sentencia, premio y castigo | Camilo Tarifa "Ceta"    | Emily Múnera                         |
| 6       | Desafío de sentencia y servicios       | Moisés Sanmartín        | Karla Rodríguez                      |
| 7       | Desafío de sentencia y servicios       | Neider Criollo          | Maria Alejandra Sánchez "Maleja"     |
| 8       | Desafío de sentencia y servicios       | Duván Yesid Niño        | Alexandra Rodríguez "Alexa"          |
| 9       | Desafío de sentencia y bienestar       | Carlos Mario Oquendo    | Humberto Plazas "Beto"               |
| 10      | Desafío de sentencia, premio y castigo | Otoniel Tonguino        | Karol Andrea Yela                    |
| 11      | Desafío de sentencia y servicios       | Juan Pablo Casallas     | Grecia Gutiérrez                     |
| 12      | Desafío de sentencia y bienestar       | Samir Reveiz            | Grecia Gutiérrez                     |
| Etapa 4 |                                        |                         |                                      |
| Semana  | Prueba                                 | Ganador                 | Invitado(a)                          |
| 13      | Desafío de sentencia y servicios       | Andrea Olaya "Valkyria" | Karina Rojas                         |
| 14      | Desafío de sentencia, premio y castigo | Daniela Camargo "Dani"  | Juan Pablo Casallas                  |
| 16      | Desafío de sentencia, premio y castigo | Juan Pablo Casallas     | Leidy Aguilar "Esposa de Juan Pablo" |

### Mensaje de casa
A partir de la semana 9, el equipo ganador del Desafío de sentencia y servicios obtiene el derecho de elegir a un participante, que tendrá el privilegio de poder recibir un mensaje desde casa, representado en algunas cartas, fotografías y recuerdos especiales.
| Etapa 3 | Etapa 3        | Etapa 3                          | Etapa 3 |
| Semana  | Equipo ganador | Participante                     |         |
| ------- | -------------- | -------------------------------- | ------- |
| 9       | Beta           | Daniela Camargo "Dani"           |         |
| 10      | Beta           | Moisés Sanmartín                 |         |
| 11      | Beta           | Andrea Olaya "Valkyria"          |         |
| 12      | Beta           | Stephanie Villadiego             |         |
| Etapa 4 |                |                                  |         |
| Semana  | Equipo ganador | Participante                     |         |
| 13      | Beta           | María Alejandra Sánchez "Maleja" |         |
| 14      | Beta           | Karol Andrea Yela                |         |
| 15      | Beta           | Neider Criollo                   |         |

## Eliminación

### Desafío a Muerte
Es realizado al final de la semana. En esta prueba, se enfrentan todos los participantes sentenciados a lo largo del ciclo. Los desafiantes compiten individualmente divididos por géneros, con el propósito de no abandonar el programa. Al final, son dos los eliminados, un hombre y una mujer.
| Etapa 2 | Etapa 2      | Etapa 2      | Etapa 2      | Etapa 2      | Etapa 2             | Etapa 2             | Etapa 2             | Etapa 2                            | Etapa 2 | Etapa 2               |
| ------- | ------------ | ------------ | ------------ | ------------ | ------------------- | ------------------- | ------------------- | ---------------------------------- | ------- | --------------------- |
| Semana  | Sentenciados | Sentenciados | Sentenciados | Sentenciados |                     | 1.eros Lugares      | 2.dos Lugares       | 3.eros Lugares                     |         | Eliminado y Eliminada |
| 1       | Juan Pablo   | Brayan       | Beto         | Padre Torvic | Beto                | Juan Pablo          | Brayan              | Víctor Hugo Gaviria "Padre Torvic" |         |                       |
| 1       | Fernanda     | Karol        | Emily        | Nati         | Karol               | Emily               | Nati                | María Fernanda Tobitto             |         |                       |
| 2       | Duván        | Skirla       | Carballo     | Brayan       | Duván               | Skirla              | Carballo            | Brayan Huertas                     |         |                       |
| 2       | Karol        | Emily        | Nati         | Maleja       | Karol               | Maleja              | Emily               | Natalia Medina "Nati"              |         |                       |
| 3       | Skirla       | Carballo     | Beto         | Juan Pablo   | Juan Pablo          | Beto                | Carballo            | Andrés Ramírez "Skirla"            |         |                       |
| 3       | Emily        | Dani         | Porto        | Anna         | Emily               | Dani                | Porto               | Anna De Villa                      |         |                       |
| 4       | Leticiano    | Otoniel      | Duván        | Carballo     | Otoniel             | Duván               | Carballo            | Luis Mosquera "Leticiano"          |         |                       |
| 4       | Porto        | Emily        | Grecia       | Valentina    | Emily               | Grecia              | Porto               | Valentina González                 |         |                       |
| Etapa 3 |              |              |              |              |                     |                     |                     |                                    |         |                       |
| Semana  | Sentenciados | Sentenciados | Sentenciados | Sentenciados |                     | 1.er Lugar          | 2.do Lugar          | 3.er Lugar                         |         | Eliminado(a)          |
| 5       | Samir        | Duván        | Carballo     | Juan Pablo   | Juan Pablo          | Samir               | Duván               | Jorge Luis Castillo Carballo       |         |                       |
| 6       | Porto        | Grecia       | Emily        | Maleja       | No hubo competencia | No hubo competencia | No hubo competencia | —                                  |         |                       |
| 7       | Karla        | Porto        | Emily        | Maleja       | Maleja              | Karla               | Porto               | Emily Múnera                       |         |                       |
| 8       | Lina         | Alexa        | Karla        | Emily        | Alexa               | Emily               | Lina                | Karla Rodríguez                    |         |                       |
| 9       | Tarzán       | Beto         | Okendo       | Otoniel      | Okendo              | Tarzán              | Otoniel             | Humberto Plazas "Beto"             |         |                       |
| 10      | Grecia       | Karol        | Karla        | Alexa        | Karol               | Grecia              | Alexa               | Karla Rodríguez                    |         |                       |
| 11      | Otoniel      | Duván        | Criollo      | Tarzán       | Tarzán              | Criollo             | Duván               | Otoniel Tonguino                   |         |                       |
| 12      | Emily        | Grecia       | Stephanie    | Maleja       | Maleja              | Grecia              | Emily               | Stephanie Villadiego               |         |                       |
| Etapa 4 |              |              |              |              |                     |                     |                     |                                    |         |                       |
| Semana  | Sentenciados | Sentenciados | Sentenciados | Sentenciados |                     | 1.eros Lugares      | 1.eros Lugares      | 1.eros Lugares                     |         | Eliminado y Eliminada |
| 13      | Okendo       | Okendo       | Tarzán       | Tarzán       | Tarzán              | Tarzán              | Tarzán              | Carlos Mario Oquendo "Okendo"      |         |                       |
| 13      | Dani         | Dani         | Alexa        | Alexa        | Alexa               | Alexa               | Alexa               | Daniela Camargo "Dani"             |         |                       |
| 14      | Ceta         | Ceta         | Moisés       | Moisés       | Ceta                | Ceta                | Ceta                | Moisés Sanmartín                   |         |                       |
| 14      | Alexa        | Alexa        | Grecia       | Grecia       | Alexa               | Alexa               | Alexa               | Grecia Gutiérrez                   |         |                       |
| 15      | Duván        | Duván        | Juan Pablo   | Juan Pablo   | Juan Pablo          | Juan Pablo          | Juan Pablo          | Duván Yesid Niño                   |         |                       |
| 15      | Dani         | Dani         | Karina       | Karina       | Karina              | Karina              | Karina              | Daniela Camargo "Dani"             |         |                       |
| 16      | Juan Pablo   | Juan Pablo   | Tarzán       | Tarzán       | Juan Pablo          | Juan Pablo          | Juan Pablo          | Andrés Alfonso Miranda "Tarzán"    |         |                       |
| 16      | Maleja       | Maleja       | Valkyria     | Valkyria     | Valkyria            | Valkyria            | Valkyria            | María Alejandra Sánchez "Maleja"   |         |                       |

Notas
1. ↑ Sub: Participante que reingresa al Desafío.

## Final

### Semifinal
Las competencias de la semifinal se  realizaron después del último Desafío a Muerte donde, los ocho desafiantes, divididos por géneros, se enfrentan en una prueba decisiva en todos los boxes, la cual define a los cuatro candidatos que se disputarán la final del programa.
| Etapa 5 | Etapa 5                     | Etapa 5                 | Etapa 5                     |
| Semana  | Desafiantes                 | Desafiantes             | Finalistas                  |
| ------- | --------------------------- | ----------------------- | --------------------------- |
| 17      | Alexandra Rodríguez "Alexa" | Karina Rojas            | Andrea Olaya "Valkyria"     |
| 17      | Karol Andrea Yela           | Andrea Olaya "Valkyria" | Alexandra Rodríguez "Alexa" |
| 17      | Camilo Tarifa "Ceta"        | Neider Criollo          | Camilo Tarifa "Ceta"        |
| 17      | Samir Reveiz                | Juan Pablo Casallas     | Juan Pablo Casallas         |

### Final
La final se llevó a cabo mediante una última prueba entre los dos participantes de cada género que ganaron las semifinales.
| Etapa 5 | Etapa 5                 | Etapa 5                     | Etapa 5                 |
| Semana  | Desafiantes             | Desafiantes                 | Ganadores               |
| ------- | ----------------------- | --------------------------- | ----------------------- |
| 18      | Andrea Olaya "Valkyria" | Alexandra Rodríguez "Alexa" | Andrea Olaya "Valkyria" |
| 18      | Camilo Tarifa "Ceta"    | Juan Pablo Casallas         | Camilo Tarifa "Ceta"    |

Otros premios
| Título                    | Premio            | Ganador                 |
| ------------------------- | ----------------- | ----------------------- |
| Desafiante más aventurero | Una motocicleta   | Camilo Tarifa "Ceta"    |
| Superhumano más humano    | 50 M COP para c/u | Andrea Olaya "Valkyria" |
| Superhumano más humano    | 50 M COP para c/u | Carlos Mario Oquendo    |

## Eximiciones o retiros
| Desafío de sentencia y hambre | Desafío de sentencia y hambre   | Desafío de sentencia y hambre | Desafío de sentencia y hambre           | Desafío de sentencia y hambre           | Desafío de sentencia y hambre           |
| Etapa 2                       | Etapa 2                         | Etapa 2                       | Etapa 2                                 | Etapa 2                                 | Etapa 2                                 |
| Semana                        | Equipos                         | Equipos                       | Equipos                                 | Equipos                                 | Equipos                                 |
| ----------------------------- | ------------------------------- | ----------------------------- | --------------------------------------- | --------------------------------------- | --------------------------------------- |
| Semana                        | Alpha                           | Beta                          | Gamma                                   | Omega                                   | Omega                                   |
| 1                             | Porto y Otoniel                 | Dani y Carballo               | Emily y Brayan                          | Anna y Padre Torvic                     | Anna y Padre Torvic                     |
| 2                             | Porto y Tarzán                  | Dani y Carballo               | Leticiano                               | Leticiano                               | Anna                                    |
| 3                             | Grecia y Beto                   | Lina y Samir                  |                                         |                                         |                                         |
| 4                             | Grecia, Porto, Otoniel y Tarzan | Dani, Lina, Carballo y Samir  | Emily                                   | Emily                                   | Ossa                                    |
| Etapa 3                       |                                 |                               |                                         |                                         |                                         |
| Semana                        | Equipos                         | Equipos                       | Equipos                                 | Equipos                                 | Equipos                                 |
| Semana                        | Alpha                           | Beta                          | Gamma                                   | Gamma                                   | Gamma                                   |
| 5                             |                                 |                               |                                         |                                         |                                         |
| 6                             | Alexa y Otoniel                 | Karla y Ceta                  | Emily                                   | Emily                                   | Emily                                   |
| 7                             | Karina, Lina, Beto y Otoniel    | Dani, Valkyria y Samir        | Emily, Porto y Juan Pablo               | Emily, Porto y Juan Pablo               | Emily, Porto y Juan Pablo               |
| 8                             | Karol y Tarzán                  | Dani                          | Porto                                   | Porto                                   | Porto                                   |
| 9                             | Alexa, Karol, Otoniel y Tarzán  | Dani y Moisés                 | Maleja y Duván                          | Maleja y Duván                          | Maleja y Duván                          |
| 10                            | Alexa, Karla y Otoniel          | Dani y Samir                  | Emily y Criollo                         | Emily y Criollo                         | Emily y Criollo                         |
| 11                            |                                 |                               |                                         |                                         |                                         |
| 12                            | Alexa                           | Dani y Moisés                 | Maleja y Juan Pablo                     | Maleja y Juan Pablo                     | Maleja y Juan Pablo                     |
| Etapa 4                       |                                 |                               |                                         |                                         |                                         |
| Semana                        | Equipos                         | Equipos                       | Equipos                                 | Equipos                                 | Equipos                                 |
| Semana                        | Alpha                           | Alpha                         | Beta                                    | Beta                                    | Beta                                    |
| 13                            | Karina y Duván                  | Karina y Duván                | Valkyria y Criollo                      | Valkyria y Criollo                      | Valkyria y Criollo                      |
| 14                            | Alexa, Emily y Karina           | Alexa, Emily y Karina         | Grecia, Karol, Maleja, Valkyria y Samir | Grecia, Karol, Maleja, Valkyria y Samir | Grecia, Karol, Maleja, Valkyria y Samir |
| 15                            | Duván                           | Duván                         | Criollo                                 | Criollo                                 | Criollo                                 |
| 16                            |                                 |                               | Maleja y Criollo                        | Maleja y Criollo                        | Maleja y Criollo                        |

| Desafío de sentencia y servicios | Desafío de sentencia y servicios  | Desafío de sentencia y servicios   | Desafío de sentencia y servicios | Desafío de sentencia y servicios | Desafío de sentencia y servicios |
| Etapa 2                          | Etapa 2                           | Etapa 2                            | Etapa 2                          | Etapa 2                          | Etapa 2                          |
| Semana                           | Equipos                           | Equipos                            | Equipos                          | Equipos                          | Equipos                          |
| -------------------------------- | --------------------------------- | ---------------------------------- | -------------------------------- | -------------------------------- | -------------------------------- |
| Semana                           | Alpha                             | Beta                               | Gamma                            | Gamma                            | Omega                            |
| 1                                | Alexa y Beto                      | Lina y Samir                       | Fernanda y Duván                 | Fernanda y Duván                 | Liz y Juan Pablo                 |
| 2                                | Grecia y Okendo                   | Lina y Moisés                      | Brayan                           | Brayan                           | Nati                             |
| 3                                | Alexa, Valkyria, Otoniel y Okendo | Karina, Valentina, Ceta y Carballo | Emily y Skirla                   | Emily y Skirla                   | Karla y Juan Pablo               |
| 4                                | Alexa, Valkyria, Beto y Okendo    | Karina, Valentina, Ceta y Moisés   | Karol                            | Karol                            | Criollo                          |
| Etapa 3                          |                                   |                                    |                                  |                                  |                                  |
| Semana                           | Equipos                           | Equipos                            | Equipos                          | Equipos                          | Equipos                          |
| Semana                           | Alpha                             | Beta                               | Beta                             | Gamma                            | Gamma                            |
| 5                                | Alexa y Tarzán                    | Dani y Ossa                        | Dani y Ossa                      | Porto y Carballo                 | Porto y Carballo                 |
| 6                                | Karol y Tarzán                    | Dani y Ossa                        | Dani y Ossa                      | Grecia                           | Grecia                           |
| 7                                | Karol y Okendo                    | Karla                              | Karla                            | Grecia                           | Grecia                           |
| 8                                | Alexa, Karina, Lina y Beto        | Karla, Stephanie y Valkyria        | Karla, Stephanie y Valkyria      | Emily y Grecia                   | Emily y Grecia                   |
| 9                                | Lina y Beto                       |                                    |                                  |                                  |                                  |
| 10                               | Karina, Karol y Tarzán            | Valkyria y Moisés                  | Valkyria y Moisés                | Grecia y Duván                   | Grecia y Duván                   |
| 11                               | Otoniel y Tarzán                  | Ceta y Moisés                      | Ceta y Moisés                    | Duván y Juan Pablo               | Duván y Juan Pablo               |
| 12                               |                                   | Ceta                               | Ceta                             | Duván                            | Duván                            |
| Etapa 4                          |                                   |                                    |                                  |                                  |                                  |
| Semana                           | Equipos                           | Equipos                            | Equipos                          | Equipos                          | Equipos                          |
| Semana                           | Alpha                             | Alpha                              | Beta                             | Beta                             | Beta                             |
| 13                               |                                   |                                    |                                  |                                  |                                  |
| 14                               |                                   |                                    | Grecia y Ceta                    | Grecia y Ceta                    | Grecia y Ceta                    |
| 15                               | Alexa                             | Alexa                              | Maleja                           | Maleja                           | Maleja                           |
| 16                               | Alexa                             | Alexa                              | Karol, Valkyria y Samir          | Karol, Valkyria y Samir          | Karol, Valkyria y Samir          |

| Desafío de sentencia y bienestar | Desafío de sentencia y bienestar | Desafío de sentencia y bienestar | Desafío de sentencia y bienestar | Desafío de sentencia y bienestar | Desafío de sentencia y bienestar |
| Etapa 2                          | Etapa 2                          | Etapa 2                          | Etapa 2                          | Etapa 2                          | Etapa 2                          |
| Semana                           | Equipos                          | Equipos                          | Equipos                          | Equipos                          | Equipos                          |
| -------------------------------- | -------------------------------- | -------------------------------- | -------------------------------- | -------------------------------- | -------------------------------- |
| Semana                           | Alpha                            | Beta                             | Gamma                            | Gamma                            | Omega                            |
| 1                                |                                  |                                  |                                  |                                  |                                  |
| 2                                | Alexa, Porto, Otoniel y Tarzán   | Dani, Valentina, Carballo y Ceta | Emily, Brayan y Skirla           | Emily, Brayan y Skirla           | Anna, Karla y Ossa               |
| 3                                | Grecia y Tarzán                  | Lina y Samir                     |                                  |                                  |                                  |
| 4                                | Grecia, Porto, Otoniel y Tarzan  | Dani, Lina, Carballo y Samir     | Emily                            | Emily                            | Juan Pablo                       |
| Etapa 3                          |                                  |                                  |                                  |                                  |                                  |
| Semana                           | Equipos                          | Equipos                          | Equipos                          | Equipos                          | Equipos                          |
| Semana                           | Alpha                            | Beta                             | Beta                             | Gamma                            | Gamma                            |
| 5                                | Karol y Otoniel                  | Karla y Samir                    | Karla y Samir                    | Emily y Duván                    | Emily y Duván                    |
| 6                                | Karina, Lina, Beto y Otoniel     | Karla, Valkyria, Ceta y Moisés   | Karla, Valkyria, Ceta y Moisés   | Emily, Porto y Duván             | Emily, Porto y Duván             |
| 7                                | Beto, Otoniel y Tarzán           | Ceta y Moisés                    | Ceta y Moisés                    | Criollo y Duván                  | Criollo y Duván                  |
| 8                                | Karol y Tarzán                   | Dani                             | Dani                             |                                  |                                  |
| 9                                | Karina y Otoniel                 |                                  |                                  |                                  |                                  |
| 10                               | Alexa                            |                                  |                                  |                                  |                                  |
| 11                               | Alexa, Karina y Karol            | Dani, Stephanie y Valkyria       | Dani, Stephanie y Valkyria       | Emily, Grecia y Maleja           | Emily, Grecia y Maleja           |
| 12                               | Karina                           | Valkyria y Samir                 | Valkyria y Samir                 | Emily y Criollo                  | Emily y Criollo                  |
| Etapa 4                          |                                  |                                  |                                  |                                  |                                  |
| Semana                           | Equipos                          | Equipos                          | Equipos                          | Equipos                          | Equipos                          |
| Semana                           | Alpha                            | Alpha                            | Beta                             | Beta                             | Beta                             |
| 13                               | Dani y Juan Pablo                | Dani y Juan Pablo                | Grecia y Moisés                  | Grecia y Moisés                  | Grecia y Moisés                  |
| 14                               | Karina y Duván                   | Karina y Duván                   | Karol, Valkyria, Criollo y Samir | Karol, Valkyria, Criollo y Samir | Karol, Valkyria, Criollo y Samir |
| 15                               | Dani y Juan Pablo                | Dani y Juan Pablo                | Karol y Ceta                     | Karol y Ceta                     | Karol y Ceta                     |
| 16                               |                                  |                                  | Maleja y Ceta                    | Maleja y Ceta                    | Maleja y Ceta                    |

| Desafío de sentencia, premio y castigo | Desafío de sentencia, premio y castigo | Desafío de sentencia, premio y castigo | Desafío de sentencia, premio y castigo | Desafío de sentencia, premio y castigo | Desafío de sentencia, premio y castigo |
| Etapa 2                                | Etapa 2                                | Etapa 2                                | Etapa 2                                | Etapa 2                                | Etapa 2                                |
| Semana                                 | Equipos                                | Equipos                                | Equipos                                | Equipos                                | Equipos                                |
| -------------------------------------- | -------------------------------------- | -------------------------------------- | -------------------------------------- | -------------------------------------- | -------------------------------------- |
| Semana                                 | Alpha                                  | Beta                                   | Gamma                                  | Gamma                                  | Omega                                  |
| 1                                      | Alexa, Grecia, Beto y Otoniel          | Dani, Karina, Carballo y Samir         | Emily, Fernanda, Brayan y Leticiano    | Emily, Fernanda, Brayan y Leticiano    | Karla, Nati, Juan Pablo y Padre Torvic |
| 2                                      | Valkyria y Beto                        | Karina y Samir                         | Leticiano                              | Leticiano                              | Nati                                   |
| 3                                      | Alexa, Porto, Beto y Otoniel           | Dani, Valentina, Carballo y Moisés     | Maleja y Duván                         | Maleja y Duván                         | Anna y Ossa                            |
| 4                                      | Alexa, Valkyria, Beto y Okendo         | Karina, Lina, Ceta y Moisés            | Karol                                  | Karol                                  | Ossa                                   |
| Etapa 3                                |                                        |                                        |                                        |                                        |                                        |
| Semana                                 | Equipos                                | Equipos                                | Equipos                                | Equipos                                | Equipos                                |
| Semana                                 | Alpha                                  | Beta                                   | Beta                                   | Gamma                                  | Gamma                                  |
| 5                                      | Karina, Lina, Beto y Tarzán            | Dani, Valkyria, Moisés y Ossa          | Dani, Valkyria, Moisés y Ossa          | Maleja, Porto, Criollo y Juan Pablo    | Maleja, Porto, Criollo y Juan Pablo    |
| 6                                      | Alexa, Karol, Okendo y Tarzán          | Stephanie, Valkyria, Moisés y Ossa     | Stephanie, Valkyria, Moisés y Ossa     | Grecía, Maleja y Juan Pablo            | Grecía, Maleja y Juan Pablo            |
| 7                                      | Okendo                                 |                                        |                                        |                                        |                                        |
| 8                                      | Alexa, Lina y Otoniel                  | Karla y Stephanie                      | Karla y Stephanie                      | Emily                                  | Emily                                  |
| 9                                      | Lina y Tarzán                          |                                        |                                        |                                        |                                        |
| 10                                     | Karla                                  |                                        |                                        |                                        |                                        |
| 11                                     | Okendo                                 | Samir                                  | Samir                                  | Criollo                                | Criollo                                |
| 12                                     |                                        | Ceta                                   | Ceta                                   | Duván                                  | Duván                                  |
| Etapa 4                                |                                        |                                        |                                        |                                        |                                        |
| Semana                                 | Equipos                                | Equipos                                | Equipos                                | Equipos                                | Equipos                                |
| Semana                                 | Alpha                                  | Alpha                                  | Beta                                   | Beta                                   | Beta                                   |
| 13                                     |                                        |                                        |                                        |                                        |                                        |
| 14                                     |                                        |                                        | Grecia y Moisés                        | Grecia y Moisés                        | Grecia y Moisés                        |
| 15                                     |                                        |                                        |                                        |                                        |                                        |
| 16                                     | Karina                                 | Karina                                 | Karol, Valkyria y Criollo              | Karol, Valkyria y Criollo              | Karol, Valkyria y Criollo              |

Leyenda
     Es eximido para igualar el número de participantes en un equipo.
     No es seleccionado para representar al equipo en la prueba.
     No compite por accidente o enfermedad.

## Audiencia
| Registro del Índice de audiencia | Registro del Índice de audiencia | Registro del Índice de audiencia       | Registro del Índice de audiencia | Registro del Índice de audiencia |
| Ep N°                            | Fecha                            | Descripción                            | Rating Personas                  | Posición                         |
| Marzo                            | Marzo                            | Marzo                                  | Marzo                            | Marzo                            |
| -------------------------------- | -------------------------------- | -------------------------------------- | -------------------------------- | -------------------------------- |
| 1                                | 8/3/2022                         | Desafío de permanencia                 | 14.2                             | Primero                          |
| 2                                | 9/3/2022                         | Desafío de sentencia y hambre          | 12.5                             | Primero                          |
| 3                                | 10/3/2022                        | Desafío de sentencia y servicios       | 11.0                             | Segundo                          |
| 4                                | 11/3/2022                        | Desafío de sentencia y bienestar       | 10.0                             | Segundo                          |
| 5                                | 14/3/2022                        | Desafío de sentencia, premio y castigo | 11.9                             | Primero                          |
| 6                                | 15/3/2022                        | Desafío a muerte                       | 11.9                             | Segundo                          |
| 7                                | 16/3/2022                        | Desafío de sentencia y hambre          | 11.2                             | Segundo                          |
| 8                                | 17/3/2022                        | Desafío de sentencia y servicios       | 11.5                             | Segundo                          |
| 9                                | 18/3/2022                        | Desafío de sentencia y bienestar       | 10.4                             | Segundo                          |
| 10                               | 22/3/2022                        | Desafío de sentencia, premio y castigo | 11.4                             | Segundo                          |
| 11                               | 23/3/2022                        | Desafío a muerte                       | 11.6                             | Segundo                          |
| 12                               | 24/3/2022                        | Desafío de sentencia y hambre          | 15.5                             | Segundo                          |
| 13                               | 25/3/2022                        | Desafío de sentencia y servicios       | 10.8                             | Primero                          |
| 14                               | 28/3/2022                        | Desafío de sentencia y bienestar       | 11.8                             | Segundo                          |
| 15                               | 29/3/2022                        | Desafío de sentencia, premio y castigo | 14.9                             | Segundo                          |
| 16                               | 30/3/2022                        | Desafío a muerte                       | 11.5                             | Segundo                          |
| 17                               | 31/3/2022                        | Desafío de sentencia y hambre          | 11.5                             | Segundo                          |
| Abril                            |                                  |                                        |                                  |                                  |
| 18                               | 1/4/2022                         | Desafío de sentencia y servicios       | 10.4                             | Segundo                          |
| 19                               | 4/4/2022                         | Desafío de sentencia y bienestar       | 11.5                             | Segundo                          |
| 20                               | 5/4/2022                         | Desafío de sentencia, premio y castigo | 11.3                             | Segundo                          |
| 21                               | 6/4/2022                         | Desafío a muerte                       | 11.7                             | Segundo                          |
| 22                               | 7/4/2022                         | Desafío de Capitanes                   | 11.4                             | Segundo                          |
| 23                               | 8/4/2022                         | Desafío de sentencia y hambre          | 10.3                             | Primero                          |
| 24                               | 11/4/2022                        | Desafío de sentencia y servicios       | 11.6                             | Segundo                          |
| 25                               | 12/4/2022                        | Desafío de sentencia y bienestar       | 10.4                             | Segundo                          |
| 26                               | 13/4/2022                        | Desafío de sentencia, premio y castigo | 9.9                              | Segundo                          |
| 27                               | 18/4/2022                        | Desafío a muerte                       | 11.8                             | Primero                          |
| 28                               | 19/4/2022                        | Desafío de sentencia y hambre          | 12.0                             | Primero                          |
| 29                               | 20/4/2022                        | Desafío de sentencia y servicios       | 12.5                             | Primero                          |
| 30                               | 21/4/2022                        | Desafío de sentencia y bienestar       | 11.9                             | Primero                          |
| 31                               | 22/4/2022                        | Desafío de sentencia, premio y castigo | 10.7                             | Primero                          |
| 32                               | 25/4/2022                        | Expulsión                              | 13.2                             | Primero                          |
| 33                               | 26/4/2022                        | Desafío de sentencia y hambre          | 12.0                             | Primero                          |
| 34                               | 27/4/2022                        | Desafío de sentencia y servicios       | 12.4                             | Primero                          |
| 35                               | 28/4/2022                        | Desafío de sentencia y bienestar       | 11.9                             | Primero                          |
| 36                               | 29/4/2022                        | Desafío de sentencia, premio y castigo | 10.8                             | Primero                          |
| Mayo                             |                                  |                                        |                                  |                                  |
| 37                               | 2/5/2022                         | Desafío a muerte                       | 10.9                             | Primero                          |
| 38                               | 3/5/2022                         | Desafío de sentencia y hambre          | 12.2                             | Primero                          |
| 39                               | 4/5/2022                         | Desafío de sentencia y servicios       | 13.5                             | Primero                          |
| 40                               | 5/5/2022                         | Desafío de sentencia y bienestar       | 12.2                             | Primero                          |
| 41                               | 6/5/2022                         | Desafío de sentencia, premio y castigo | 11.0                             | Primero                          |
| 42                               | 9/5/2022                         | Desafío a muerte                       | 12.7                             | Primero                          |
| 43                               | 10/5/2022                        | Desafío de sentencia y hambre          | 11.8                             | Primero                          |
| 44                               | 11/5/2022                        | Desafío de sentencia y servicios       | 12.0                             | Primero                          |
| 45                               | 12/5/2022                        | Desafío de sentencia y bienestar       | 12.1                             | Primero                          |
| 46                               | 13/5/2022                        | Desafío de sentencia, premio y castigo | 11.2                             | Primero                          |
| 47                               | 16/5/2022                        | Desafío a muerte                       | 12.3                             | Primero                          |
| 48                               | 17/5/2022                        | Desafío de sentencia y hambre          | 11.2                             | Primero                          |
| 49                               | 18/5/2022                        | Desafío de sentencia y servicios       | 11.9                             | Primero                          |
| 50                               | 19/5/2022                        | Desafío de sentencia y bienestar       | 11.7                             | Primero                          |
| 51                               | 20/5/2022                        | Desafío de sentencia, premio y castigo | 11.3                             | Primero                          |
| 52                               | 23/5/2022                        | Desafío a muerte                       | 12.3                             | Primero                          |
| 53                               | 24/5/2022                        | Desafío de sentencia y hambre          | 11.2                             | Primero                          |
| 54                               | 25/5/2022                        | Desafío de sentencia y servicios       | 12.1                             | Primero                          |
| 55                               | 26/5/2022                        | Desafío de sentencia y bienestar       | 11.8                             | Primero                          |
| 56                               | 31/5/2022                        | Desafío de sentencia, premio y castigo | 10.5                             | Primero                          |
| Junio                            |                                  |                                        |                                  |                                  |
| 57                               | 1/6/2022                         | Desafío a muerte                       | 11.2                             | Primero                          |
| 58                               | 2/6/2022                         | Desafío de sentencia y hambre          | 11.0                             | Primero                          |
| 59                               | 3/6/2022                         | Desafío de sentencia y servicios       | 11.3                             | Primero                          |
| 60                               | 6/6/2022                         | Desafío de sentencia y bienestar       | 11.9                             | Primero                          |
| 61                               | 7/6/2022                         | Desafío de sentencia, premio y castigo | 11.7                             | Primero                          |
| 62                               | 8/6/2022                         | Desafío a muerte                       | 12.7                             | Primero                          |
| 63                               | 9/6/2022                         | Desafío de Capitanas                   | 12.1                             | Primero                          |
| 64                               | 10/6/2022                        | Desafío de sentencia y hambre          | 11.2                             | Primero                          |
| 65                               | 13/6/2022                        | Desafío de sentencia y servicios       | 12.2                             | Primero                          |
| 66                               | 14/6/2022                        | Desafío de sentencia y bienestar       | 13.3                             | Primero                          |
| 67                               | 15/6/2022                        | Desafío de sentencia, premio y castigo | 11.4                             | Primero                          |
| 68                               | 16/6/2022                        | Desafío a muerte                       | 12.0                             | Primero                          |
| 69                               | 17/6/2022                        | Desafío de sentencia y hambre          | 10.6                             | Primero                          |
| 70                               | 21/6/2022                        | Desafío de sentencia y servicios       | 12.2                             | Primero                          |
| 71                               | 22/6/2022                        | Desafío de sentencia y bienestar       | 11.5                             | Primero                          |
| 72                               | 23/6/2022                        | Desafío de sentencia, premio y castigo | 12.4                             | Primero                          |
| 73                               | 24/6/2022                        | Desafío a muerte                       | 10.8                             | Primero                          |
| 74                               | 28/6/2022                        | Desafío de sentencia y hambre          | 11.6                             | Primero                          |
| 75                               | 29/6/2022                        | Desafío de sentencia y servicios       | 11.9                             | Primero                          |
| 76                               | 30/6/2022                        | Desafío de sentencia y bienestar       | 12.1                             | Primero                          |
| Julio                            |                                  |                                        |                                  |                                  |
| 77                               | 1/7/2022                         | Desafío de sentencia, premio y castigo | 11.2                             | Primero                          |
| 78                               | 5/7/2022                         | Desafío a muerte                       | 11.6                             | Primero                          |
| 79                               | 6/7/2022                         | Desafío de sentencia y hambre          | 11.6                             | Primero                          |
| 80                               | 7/7/2022                         | Desafío de sentencia y servicios       | 12.3                             | Primero                          |
| 81                               | 8/7/2022                         | Desafío de sentencia y bienestar       | 10.8                             | Primero                          |
| 82                               | 11/7/2022                        | Desafío de sentencia, premio y castigo | 13.1                             | Primero                          |
| 83                               | 12/7/2022                        | Desafío a muerte                       | 12.4                             | Primero                          |
| 84                               | 13/7/2022                        | Semifinal Mujeres                      | 13.0                             | Primero                          |
| 85                               | 14/7/2022                        | Semifinal Hombres                      | 12.9                             | Primero                          |
| 86                               | 15/7/2022                        | Final                                  | 12.6                             | Primero                          |

Leyenda
     Emisión más vista.
     Emisión menos vista.